# Gruppo di lavoro (resistenza slovacca)
Il Gruppo di lavoro (in slovacco: Pracovná Skupina) fu un'organizzazione ebraica clandestina operante nella Slovacchia allineata all'Asse durante la seconda guerra mondiale. Guidata da Gisi Fleischmann e dal rabbino Weissmandl, l'organizzazione salvò gli ebrei dall'Olocausto raccogliendo e diffondendo le informazioni sull'Olocausto in Polonia, corrompendo e negoziando con i funzionari tedeschi e slovacchi, contrabbandando gli oggetti di valore degli ebrei deportati in Polonia.
Nel 1940, Dieter Wisliceny, funzionario delle SS, costrinse la comunità ebraica slovacca a istituire lo Ústredňa Židov (ÚŽ) per attuare i decreti antiebraici. I membri di ÚŽ scontenti dei colleghi collaborazionisti iniziarono a incontrarsi nell'estate del 1941. Nel 1942, il Gruppo cercò di impedire la deportazione degli ebrei slovacchi corrompendo Wisliceny e altri funzionari slovacchi, facendo pressioni sulla Chiesa cattolica affinché intervenisse e incoraggiando gli ebrei a fuggire in Ungheria. Gli sforzi furono per lo più infruttuosi e due terzi degli ebrei slovacchi furono deportati nel campo di concentramento di Auschwitz e nei campi e ghetti nella riserva di Lublino. Inizialmente ignaro del piano nazista di uccidere tutti gli ebrei, il Gruppo inviò i soccorsi agli ebrei slovacchi imprigionati nei ghetti di Lublino e aiutò più di duemila ebrei polacchi a fuggire verso una relativa sicurezza in Ungheria durante l'operazione Reinhard, trasmise i rapporti degli omicidi sistematici ricevuti dai corrieri e dagli ebrei fuggiti alle organizzazioni ebraiche presenti in Svizzera e al Comitato di aiuto e soccorso a Budapest.
Dopo che i trasporti dalla Slovacchia furono interrotti nell'ottobre 1942, il Gruppo cercò di corrompere Heinrich Himmler attraverso Wisliency affinché fermasse la deportazione degli ebrei europei in Polonia prevista nel Piano Europa. Wisliceny chiese una tangente di 3 milioni di dollari, somma di gran lunga superiore alle capacità economiche del Gruppo, e interruppe i negoziati nel settembre 1943. Nell'aprile e nel maggio 1944, il Gruppo raccolse e diffuse il rapporto Vrba-Wetzler stilato da due evasi da Auschwitz con cui si documentò l'omicidio di centinaia di migliaia di ebrei. Stimolando la pressione diplomatica contro il governo ungherese, il rapporto fu un fattore importante nella decisione del reggente Miklós Horthy di fermare la deportazione degli ebrei ungheresi verso Auschwitz a luglio. Dopo la rivolta nazionale slovacca nell'autunno del 1944, i tedeschi invasero la Slovacchia e il Gruppo tentò di corrompere i tedeschi affinché risparmiassero gli ebrei slovacchi: il fallimento nell'avvertire apertamente gli ebrei di nascondersi è considerato il più grande errore commesso.
La maggior parte degli storici concorda sul fatto che le azioni del Gruppo abbiano avuto qualche effetto nell'arrestare le deportazioni dalla Slovacchia tra il 1942 e il 1944, sebbene sia ancora dibattuta l'importanza del loro ruolo e quale delle azioni debba essere accreditata.
I leader del Gruppo credettero che il fallimento del Piano Europa fosse dovuto all'indifferenza delle principali organizzazioni ebraiche e sebbene questo argomento abbia influenzato l'opinione pubblica e la storiografia ebraica ortodossa, la maggior parte degli storici sostiene che i nazisti non avrebbero permesso il salvataggio di un numero significativo di ebrei. Fu anche affermato che i negoziatori del Gruppo fossero dei collaborazionisti e che non si fosse riuscito ad avvertire gli ebrei dei pericoli che li attendevano, ma la maggior parte degli storici rifiuta questo punto di vista. Lo storico israeliano Yehuda Bauer considera i membri del Gruppo degli eroi imperfetti che meritano comunque un riconoscimento pubblico per i loro sforzi nel salvare gli ebrei.

## Contesto storico

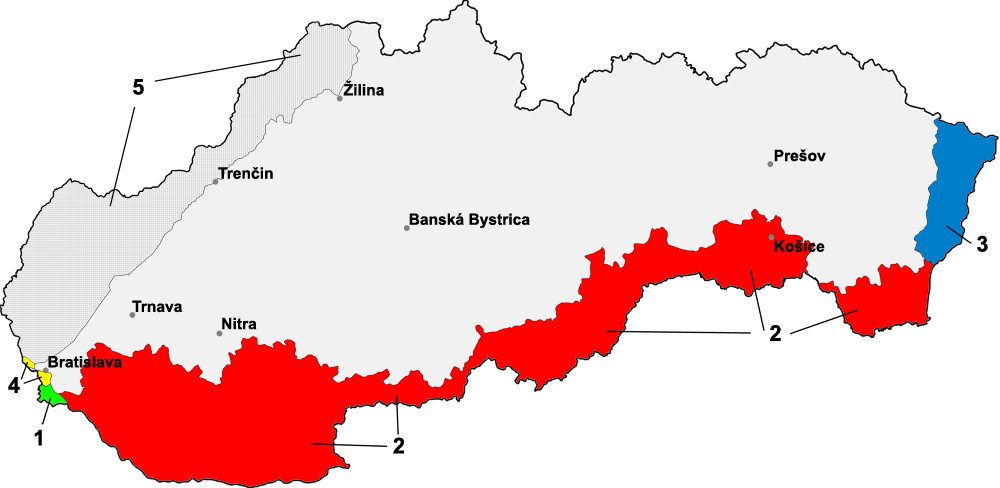
Perdite territoriali a favore di Ungheria e Germania nel 1938 e 1939.

Il 14 marzo 1939 la Repubblica Slovacca proclamò la propria indipendenza dalla Cecoslovacchia sotto la protezione tedesca; Jozef Tiso (un prete cattolico) fu nominato presidente. Secondo l'Encyclopedia of Camps and Ghettos, la persecuzione degli ebrei fu "un punto centrale per la politica interna dello stato slovacco". Nel Primo arbitrato di Vienna del 1938, gli ebrei slovacchi furono accusati dell'annessione da parte dell'Ungheria del 40% della terra coltivabile della Slovacchia e del fatto che 270.000 persone si dichiararono di etnia cecoslovacca. Nei media controllati dallo stato, i propagandisti affermarono che gli ebrei erano sleali e che fosse necessaria una "soluzione radicale della questione ebraica" per il progresso della nazione slovacca.
In un rapporto supervisionato dall'Ufficio economico centrale (guidato dal funzionario slovacco Augustín Morávek), risultano confiscate o liquidate 12.300 aziende di proprietà di ebrei, privando così la maggior parte degli ebrei slovacchi del loro sostentamento. Sebbene gli ebrei fossero inizialmente definiti in base alla religione, il "Codice ebraico" del settembre 1941 (basato sulle Leggi di Norimberga) li definì per ascendenza. Tra i 270 regolamenti antiebraici del Codice ci fu l'obbligo di indossare dei bracciali gialli, il divieto di matrimoni misti e la coscrizione degli ebrei normodotati per i lavori forzati. Secondo il censimento del 1940, circa 89.000 ebrei (poco più del tre per cento della popolazione) vivevano nello Stato slovacco.

## Il centro Ústredňa Židov
Dieter Wisliceny, in rappresentanza di Adolf Eichmann, direttore della sezione ebraica del Reichssicherheitshauptamt, arrivò a Bratislava come Judenberater per la Slovacchia nel settembre 1940. Il suo obiettivo fu quello di impoverire la comunità ebraica in modo che divenisse un onere per gli slovacchi gentili, cosa che avrebbe poi acconsentito la loro deportazione. Wisliceny ordinò lo scioglimento di tutte le organizzazioni della comunità ebraica e costrinse gli ebrei a formare uno Judenrat chiamato Ústredňa Židov. La prima organizzazione di questo tipo al di fuori del Reich e della Polonia occupata dai tedeschi, ÚŽ fu l'unica organizzazione ebraica laica consentita; tutti gli ebrei ne dovettero essere membri. I leader della comunità ebraica furono divisi su come reagire a questo sviluppo: alcuni si rifiutarono di associarsi in ÚŽ nella convinzione che sarebbe stata utilizzata per attuare misure antiebraiche, mentre altri vedevano la partecipazione in ÚŽ come un modo per aiutare i loro compagni ebrei ritardando l'attuazione di tali misure: di conseguenza, ÚŽ fu inizialmente controllato da ebrei che si rifiutarono di collaborare e si concentrarono sui progetti di beneficenza, come le mense per i poveri, per aiutare coloro che furono vittime delle misure antiebraiche.
Il primo leader di ÚŽ fu Heinrich Schwartz, segretario di lunga data della comunità ebraica ortodossa, fu scelto per la sua fluidità nella lingua slovacca. Schwartz contrastò gli ordini antiebraici al meglio delle sue capacità ritardandone l'esecuzione. Sabotò il censimento degli ebrei nella Slovacchia orientale che mirava a spostarli nell'ovest del paese, e per questo Wisliceny lo fece arrestare nell'aprile 1941.
Il sostituto di Schwartz fu Arpad Sebestyen, cooperò pienamente con Wisliceny e pur essendo a conoscenza delle attività del Gruppo non fece alcuno sforzo per fermarle o denunciarle alle autorità. Wisliceny formò il Dipartimento per gli affari speciali all'interno dell'ÚŽ per garantire la pronta attuazione dei decreti nazisti, nominando Karol Hochberg (un ebreo viennese ambizioso e senza principi) come direttore. Hochberg riuscì nell'allontanamento degli ebrei da Bratislava, offuscando la reputazione di ÚŽ nella comunità ebraica. A causa dell'inefficacia di Sebestyen, il dipartimento di Hochberg arrivò a dominare le operazioni di ÚŽ.

## Formazione

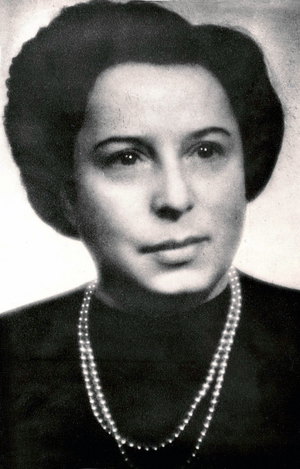
Gisi Fleischmann, leader del Gruppo di lavoro.

Insoddisfatti della situazione e timorosi di esprimere le loro preoccupazioni a causa dell'influenza di Hochberg, durante l'estate del 1941 molti membri di ÚŽ iniziarono a riunirsi nell'ufficio del direttore dell'ÚŽ per l'emigrazione Gisi Fleischmann, ufficio che si trovava dall'altra lato della strada rispetto al centro ÚŽ, e data la posizione, contribuì a mantenere segreta l'attività del gruppo. Alla fine fu formalizzato in un'organizzazione clandestina divenuta nota come Gruppo di lavoro. Il Gruppo comprese tutti gli ebrei che lavorarono di concerto per opporsi all'Olocausto.
Fleischmann era cugina di primo grado di Shmuel Dovid Ungar (un importante rabbino ortodosso dell'Oberlander), ma in precedenza aveva abbandonato il giudaismo religioso per il sionismo in giovane età. Fleischmann fu attiva nelle organizzazioni ebraiche di servizio pubblico già prima della guerra, fondando la sezione slovacca dell'Organizzazione internazionale sionista delle donne e diventando leader del JDC della Slovacchia. Il suo lavoro di volontariato prebellico aveva impressionato le organizzazioni ebraiche internazionali come il JDC, il Congresso ebraico mondiale (WJC) e l'Agenzia ebraica per la Palestina, del cui aiuto il Gruppo aveva bisogno per finanziare le sue operazioni. I suoi colleghi ammirarono la sua dedizione nel servizio e la sua capacità di motivare le persone, anche se con visioni ideologiche opposte, a lavorare insieme per un obiettivo comune.
Gli altri membri del Gruppo furono Oskar Neumann, Tibor Kováč, Armin Frieder, Wilhelm Fürst, Andrej Steiner e Shlomo Gross. Neumann guidò l'Organizzazione sionista mondiale in Slovacchia, Kováč fu un assimilazionista, Frieder fu uno dei principali rabbini in Slovacchia e Steiner fu un ingegnere "non ideologico", Gross rappresentò la comunità ortodossa.
Fin dall'inizio, il Gruppo ebbe il sostegno dell'ala moderata del governo slovacco, tra cui il ministro dell'istruzione Jozef Sivák, Imrich Karvaš, governatore della banca nazionale, e l'avvocato Ivan Pietro, che tenne informato il Gruppo sulle mosse del governo. Jakob Edelstein, un leader della comunità ebraica di Praga e in seguito anziano ebreo del campo di concentramento di Theresienstadt, visitò Bratislava nell'autunno del 1941 e sconsigliò la cooperazione con le autorità tedesche.
Michael Dov Weissmandl, rabbino della yeshivah di Ungar, fu coinvolto nel Gruppo nel marzo 1942. Partecipò a una riunione al posto di Gross quando quest'ultimo fu costretto a nascondersi, e alla fine lo sostituì come rappresentante ortodosso del gruppo. A causa della mancanza di rappresentanza degli ebrei ortodossi, Weissmandl inizialmente si oppose al Gruppo; tuttavia, alla fine concluse che i membri del gruppo furono "persone devote, rette ed estremamente affidabili" che stavano lavorando per salvare la comunità ebraica slovacca dalla deportazione e dalla morte. Grazie al rispetto generale per la sua saggezza e integrità, Weissmandl divenne una figura chiave nel Gruppo. Fu l'unico membro del Gruppo non impiegato in ÚŽ, sebbene avesse stretti legami con la fazione ortodossa di ÚŽ.
Molti storici affermano che Fleischmann fu la leader del Gruppo. Altre fonti sono meno specifiche sul suo ruolo, affermando che il gruppo fosse guidato da Fleischmann e Weissmandl, o non descrivendo una gerarchia esplicita. Gli studiosi hanno dibattuto perché Weissmandl, con le sue opinioni fortemente antisioniste e la sua filosofia ortodossa conservatrice, abbia prontamente accettato la leadership di una donna e sionista. Secondo Weissmandl, la leadership e le capacità interpersonali di Fleischmann la portarono ad accettarla; il fatto che fosse una donna impedì altre controversie sulla leadership. Bauer osserva che Weissmandl era il genero di Ungar e ipotizza che il cugino di Fleischmann approvasse la sua guida del gruppo.

## Sforzi iniziali

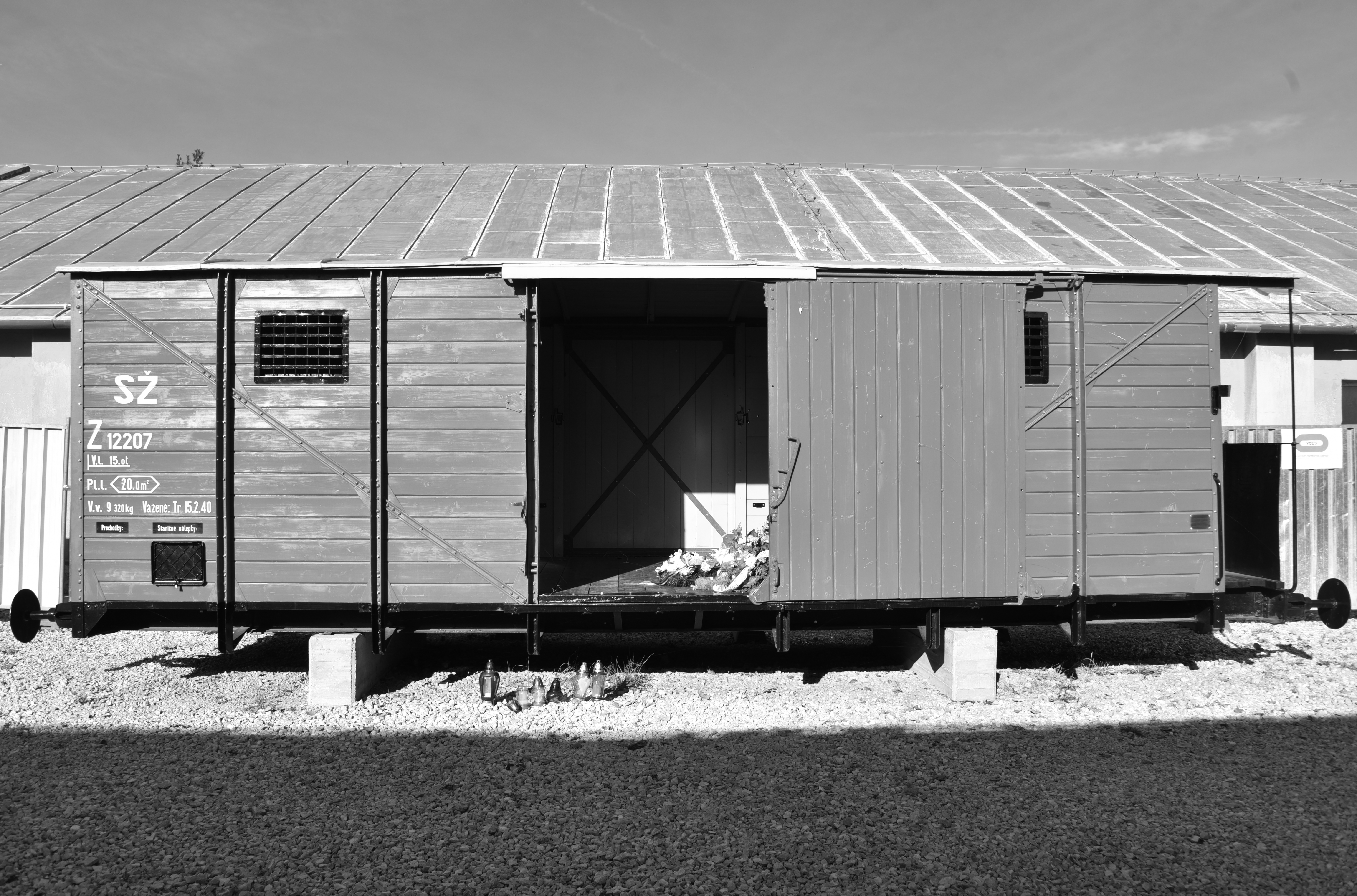
Carro merci usato per deportare gli ebrei slovacchi.

Durante l'estate del 1941, i tedeschi chiesero 20.000 uomini dalla Slovacchia per i lavori forzati. La Slovacchia non voleva inviare gentili slovacchi ma non voleva nemmeno prendersi cura delle famiglie degli ebrei deportati. Gli ebrei furono anche una merce di scambio politica tra fazioni opposte del Partito popolare slovacco che cercavano entrambi di ingraziarsi i tedeschi. Il rivale politico di Tiso, il primo ministro Vojtech Tuka, organizzò le deportazioni e riferì i preparativi all'incaricato d'affari pontificio Giuseppe Burzio nel tentativo di screditare Tiso. Tuttavia, Tiso portò a termine le deportazioni per ingraziarsi il sostegno tedesco. Fu raggiunto un compromesso in cui le famiglie dei lavoratori ebrei li avrebbero accompagnati e gli slovacchi avrebbero pagato 500 Reichsmark per ogni ebreo deportato. Fatta eccezione per lo Stato indipendente di Croazia (che pagava 30 Reichsmark a persona), la Slovacchia fu l'unico paese a pagare per deportare la sua popolazione ebraica, e fu l'unico paese oltre alla Germania nazista ad organizzare la deportazione dei propri cittadini ebrei.
Il Gruppo apprese alla fine di febbraio 1942, probabilmente dal funzionario del governo slovacco Jozef Sivák, che il governo slovacco stava progettando di deportare tutti gli ebrei in Polonia. Sebbene sia stato uno shock, la storica israeliana Gila Fatran osserva che la deportazione fu il logico risultato delle politiche antisemite dello Stato slovacco. Il Gruppo riteneva che persuadere Tiso fosse la chiave per fermare le deportazioni, un'opinione condivisa anche dai suoi simpatizzanti nel governo. Il gruppo si riunì il 25 febbraio, concordando di adottare un triplice approccio per fermare i trasporti:
1. Inviare a Tiso due petizioni, una delle organizzazioni della comunità ebraica e l'altra dei rabbini;
2. Convincere gli imprenditori che la deportazione degli ebrei avrebbe compromesso l'economia;
3. Convincere la Chiesa cattolica a intervenire per motivi umanitari.

La petizione dei leader della comunità fu consegnata il 5 marzo, utilizzò argomentazioni pragmatiche per consentire agli ebrei di rimanere in Slovacchia. La petizione dei rabbini, consegnata a Tiso l'8 marzo da Armin Frieder, condannò con linguaggio emotivo le deportazioni. Sebbene nessuno in Slovacchia sapesse della soluzione finale, le petizioni sottolinearono che la deportazione comportasse lo "sterminio fisico" sulla base delle pessime condizioni di vita degli ebrei in Polonia e delle notizie del massacro degli ebrei sovietici dopo l'invasione dell'Unione Sovietica. Tiso non intervenne; nonostante il divieto di rilasciare documenti ufficiali per gli ebrei, le petizioni furono ampiamente diffuse tra i funzionari del governo slovacco, legislatori, vescovi e altri leader religiosi cattolici. Tuttavia, il governo slovacco sostenne la deportazione degli ebrei e le proteste si rivelarono inefficaci.
Il Gruppo implorò anche i funzionari cattolici di intercedere per motivi umanitari, sperando che la loro fede cristiana impedisse di sostenere la deportazione. Il Vaticano rispose con una lettera di protesta contro le deportazioni che fu consegnata all'ambasciatore slovacco il 14 marzo. Burzio condannò con parole forti le deportazioni di aprile e, secondo i rapporti del Sicherheitsdienst (SD), minacciò Tiso di interdirlo se le avesse portate a termine. In risposta, i vescovi slovacchi rilasciarono una dichiarazione il 26 aprile accusando gli ebrei di deicidio e di danneggiare l'economia slovacca.
Dopo aver fallito nel fermare le deportazioni, il Gruppo si è sempre più demoralizzato; tuttavia, tentarono di salvare quanti più ebrei possibile. Un dipartimento per i reclami, guidato da Kováč, fu istituito nella ÚŽ per aiutare gli ebrei a ottenere le esenzioni dai trasporti e garantire che il governo slovacco onorasse le esenzioni già concesse. Tra il 26 marzo e il 20 ottobre 1942, furono deportati circa 57.000 ebrei, due terzi degli ebrei presenti in Slovacchia all'epoca. Diciotto treni partirono verso Auschwitz e altri trentanove verso i ghetti e gli altri campi di concentramento e di sterminio nel distretto di Lublino del Governatorato Generale. Solo poche centinaia sopravvissero alla guerra.

## Aiuti ai deportati

### Raccolta delle informazioni
Il Gruppo rintracciò le destinazioni dei treni, apprendendo che le giovani donne furono deportate ad Auschwitz mentre gli uomini più giovani in vari siti nel distretto di Lublino (dove furono costretti a lavorare nei progetti di costruzione). I deportati portavano il gesso con cui scrivevano la destinazione sui vagoni ferroviari che tornavano, vuoti, in Slovacchia. Alcuni riuscirono a lasciare delle cartoline lungo il percorso, con riferimenti mascherati alla loro posizione e alle terribili condizioni sui treni dell'Olocausto. Sebbene la compagnia ferroviaria slovacca abbia consegnato i treni alla Deutsche Reichsbahn al confine, un ferroviere slovacco accompagnò ogni treno per assicurarsi che l'attrezzatura fosse restituita intatta. Il Gruppo intervistò questi ferrovieri e ottenne da loro le destinazioni. Tuttavia, si sapeva poco dei siti in cui venivano portati gli ebrei e non furono disponibili neanche informazioni sulle strutture di sterminio.
I corrieri di lingua polacca, per lo più provenienti dai villaggi lungo il confine polacco-slovacco, furono impiegati per attraversare illegalmente il confine e stabilire un contatto con i deportati. Secondo Weissmandl, il contatto fu stabilito con alcuni di loro alla fine di aprile o all'inizio di maggio. Attraverso i corrieri, il Gruppo ottenne delle informazioni ragionevolmente accurate sulle orribili condizioni in cui furono tenuti i deportati, in aggiunta alle vaghe allusioni nei messaggi censurati che i tedeschi permettevano loro di inviare. Queste lettere furono inoltrate alla ÚŽ dai loro destinatari in Slovacchia. Ulteriori rapporti arrivarono agli attivisti di Bratislava dagli ebrei nelle campagne che avevano dei permessi speciali per viaggiare. Il Gruppo utilizzò anche i suoi corrieri per rintracciare i deportati dal protettorato di Boemia e Moravia, Austria e Belgio, e per tenersi al passo con la situazione degli ebrei a Theresienstadt e nelle terre ceche.
Entro la fine dell'estate, le uniche località con cui il Gruppo non aveva stabilito dei contatti furono Birkenau e Majdanek. Informazioni accurate su questi campi non furono disponibili perché chiunque fosse stato catturato entro otto chilometri sarebbe stato sommariamente giustiziato, così fino al settembre 1943 (nonostante i rapporti di un campo di sterminio ad Auschwitz) Birkenau e Majdanek furono ancora descritti come campi di lavoro forzato pesantemente sorvegliati. Ad agosto molti deportati ebrei slovacchi furono trasportati una seconda volta nei campi di sterminio. La notizia arrivò al Gruppo entro la fine del mese; in ottobre i corrieri riferirono che i deportati ebrei slovacchi furono portati "dall'altra parte del Bug" (Campo di sterminio di Bełżec), dove, secondo quanto riferito, esistevano le strutture per gli omicidi di massa tramite l'uso di gas velenosi. Il Gruppo fu informato anche della Grande Operazione con cui la maggior parte degli ebrei nel ghetto di Varsavia fu deportata durante l'estate del 1942. Sebbene il Gruppo abbia trasmesso questi rapporti ai suoi contatti svizzeri in dicembre, nelle lettere indicò il dubbio dell'accuratezza delle informazioni e rimandò indietro i corrieri per confermare i rapporti: sotto questo aspetto, la loro conoscenza della Soluzione Finale fu meno accurata di quella del mondo occidentale dell'epoca.
Durante l'inverno 1942-1943, l'assassinio di massa degli ebrei a Lublino e il maltempo ostacolarono il lavoro dei corrieri. Nel febbraio 1943, tuttavia, il Gruppo ricevette delle informazioni che anche altri ebrei slovacchi deportati dall'area di Lublino furono inviati a Bełżec, confermando così i rapporti della presenza delle strutture di sterminio. Da quel momento in poi, il gruppo seppe che i deportati per la seconda volta furono assassinati. Più tardi quella primavera, i corrieri dissero al Gruppo che circa 10.000 ebrei erano ancora vivi nei ghetti di Bochnia e di Stanisławów. Il ghetto di Stanisławów fu liquidato prima che arrivassero i soccorsi, ma i corrieri esortarono gli ebrei di Bochnia a fuggire fornendo loro le informazioni sui percorsi da seguire. Nel 1943, il Gruppo credette ancora, erroneamente, che la maggior parte degli ebrei normodotati fosse ancora in vita.

### Evasione e fuga

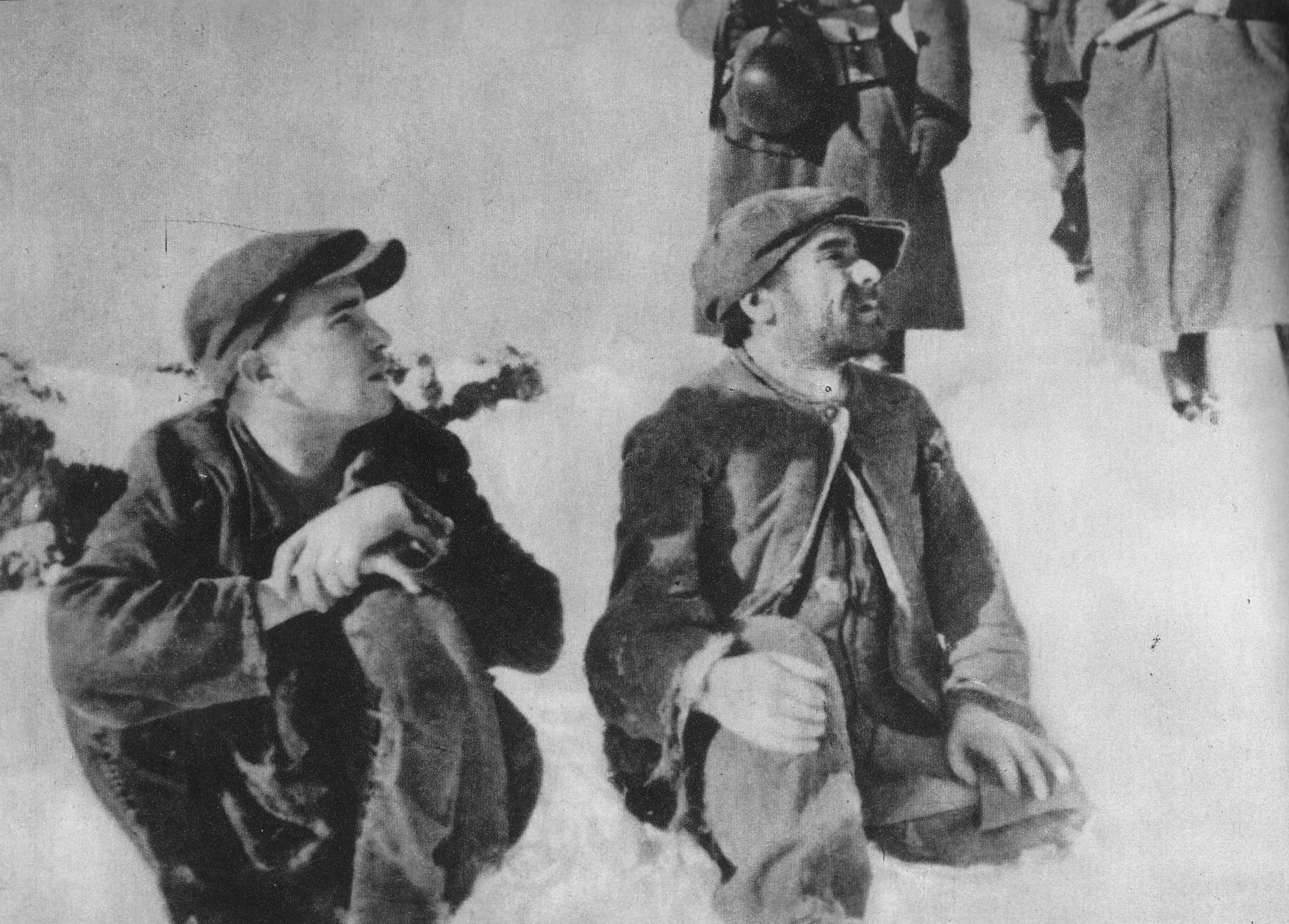
Ebrei in attesa dell'esecuzione a Bełżec nel 1942.

I funzionari slovacchi promisero che i deportati non sarebbero stati maltrattati e che invece sarebbero stati autorizzati a tornare a casa dopo un determinato periodo. Inizialmente, anche la maggior parte degli attivisti del movimento giovanile credette che fosse meglio denunciare piuttosto che rischiare rappresaglie contro le loro famiglie. Ciò fu accompagnato da una campagna di intimidazione, violenza e terrore da parte della Guardia Hlinka, che effettuò molti dei rastrellamenti. I primi rapporti sui deportati arrivarono tra maggio e giugno 1942, citando la fame, le uccisioni arbitrarie, la separazione forzata delle famiglie e le pessime condizioni di vita. Neumann inviò i membri dei movimenti giovanili sionisti vietati in treno, con questi rapporti per avvertire gli ebrei di nascondersi o di fuggire, un compito reso più difficile dalla rigida censura e dalle restrizioni di viaggio. A giugno, l'accumulo di prove della perfidia nazista fece sì che molti ebrei non si presentassero per la deportazione o non aspettassero a casa di essere radunati. In molti cercarono di ottenere documenti falsi, certificati di conversione fraudolenti o altre esenzioni. Diverse migliaia  di ebrei fuggirono in Ungheria, aiutati dal rabbino Shmuel Dovid Ungar e dai movimenti giovanili, nella primavera del 1942. Molti altri furono arrestati al confine e immediatamente deportati. Poiché gli ebrei non si presentarono per i loro trasporti, la Guardia Hlinka radunò con la forza gli ebrei, deportando alcuni prigionieri nei campi di lavoro in Slovacchia, ai quali era stato promesso che non sarebbero stati deportati.
Secondo lo storico Yehoshua Büchler, le più importanti fonti di informazioni del Gruppo sul destino degli ebrei deportati furono i rapporti sui fuggitivi. Majdanek, dove furono inviati i giovani ebrei slovacchi, ebbe un comitato per la fuga attivo dall'aprile 1942. Ci furono dozzine di tentativi di fuga; il più significativo fu quello di Dionýz Lénard, tornato in Slovacchia a luglio, riferì sull'alto tasso di mortalità ebraica per fame ma non fece cenno sulla Soluzione Finale. Altri ebrei slovacchi fuggirono dai ghetti nell'area di Lublino, inclusi i ghetti di Opole Lubelskie, Łuków e Lubartów. Un evaso dal campo di lavoro forzato di Krychów presentò un rapporto al Gruppo che fu inoltrato a Istanbul. All'inizio dell'estate del 1943, tre fuggiaschi portarono maggiori informazioni sui campi di sterminio. David Milgrom, un ebreo polacco di Łódź, fuggì da Treblinka alla fine del 1942 e visse come un gentile in Polonia prima di essere introdotto clandestinamente in Slovacchia dai corrieri del Gruppo. Milgrom, uno sconosciuto ebreo slovacco fuggito da Sobibor, e un'altra persona che parlò con un altro fuggitivo di Bełżec riferirono al Gruppo e la loro testimonianza fu trasmessa ai gruppi ebraici in Svizzera. Questi rapporti alla fine convinsero il Gruppo del piano tedesco per lo sterminio totale di tutti gli ebrei.
Nel 1943, il Gruppo aiutò gli ebrei polacchi e slovacchi a fuggire dalla Polonia. Un tassista ebreo slovacco di nome Schwartz, con sede a Prešov (vicino al confine polacco), aiutò a contrabbandare i rifugiati ebrei polacchi attraverso i Carpazi verso l'Ungheria, ma in cambio chiese delle tariffe elevate e usò misure altrettanto severe su coloro che non furono in grado di pagare. Il Gruppo lo arruolò insieme ad altre persone per avviare le operazioni di contrabbando a Prešov e in altre città di confine, tra cui Kežmarok, Žilina e Liptovský Svätý Mikuláš. I movimenti giovanili sionisti crearono un'industria a domicilio in grado di falsificare i documenti; la priorità fu data agli ebrei polacchi, al momento più vulnerabili alla deportazione. Secondo il Comitato di aiuto e salvataggio, alla fine di novembre 1943 raggiunsero l'Ungheria tra 1.900 e 2.500 adulti e 114 bambini. Il successo di questa operazione dipese dall'atteggiamento tiepido del governo slovacco alla persecuzione dei profughi ebrei, un fatto che Fatran attribuisce alle pressioni esercitate dal Gruppo.

### Sforzi per informare il mondo
Le informazioni sui progressi dell'Olocausto furono trasmesse ai contatti del Gruppo, tra cui il Comitato di aiuto e soccorso, il rabbino ortodosso Pinchas Freudiger a Budapest e i gruppi ebraici presenti in Svizzera. Il Gruppo utilizzò i pacchi diplomatici, i messaggeri sotto copertura e i codici basati sulle parole ebraiche e yiddish per aggirare la censura tedesca; il nome in codice di Wisliceny fu "Willy". La maggior parte della corrispondenza fu intercettata dall'Abwehr a Vienna; le lettere furono restituite a Bratislava, dove l'addetto della polizia tedesca Franz Golz le consegnò a Wisliceny, che aveva giurisdizione sulle questioni ebraiche. La storica slovacca Katarína Hradská ha suggerito che il cosiddetto Telegramma Riegner, un rapporto sull'Olocausto dell'agosto 1942, fosse derivato in parte dalle informazioni fornite dal Gruppo, in particolare dal rapporto del fuggitivo di Majdanek Dionýz Lénard.
Alla fine di luglio 1942, il Gruppo ricevette un rapporto su un massacro degli ebrei in Polonia; come con altri rapporti di atrocità, inoltrò le informazioni al governo slovacco. I funzionari della chiesa e i membri del gabinetto fecero pressioni sul governo e il primo ministro Vojtech Tuka chiese a Wisliceny di autorizzare una delegazione di sacerdoti slovacchi nella zona del Governatorato Generale per confutare il rapporto. Wisliceny dovette recarsi a Berlino per informare Eichmann di questa richiesta. Invece dei preti, i nazisti mandarono Wisliceny e Friedrich Fiala (editore slovacco di un giornale fascista, che usò la visita come foraggio per la propaganda antisemita). Questo incidente probabilmente convinse i tedeschi ad allentare la pressione sul governo slovacco riguardo alle deportazioni; il trasporto programmato per il 7 agosto fu annullato e le deportazioni non ripresero fino a metà settembre.
Nel 1943, i funzionari governativi moderati che si opposero alle deportazioni poterono utilizzare le informazioni sul destino degli ebrei deportati per giustificare la loro opposizione. Anche la chiesa slovacca assunse un atteggiamento meno favorevole nei confronti dei rinnovati trasporti rispetto all'anno precedente, fatto che Gila Fatran attribuisce alle notizie riportate dal Gruppo in merito agli omicidi di massa. In risposta alle rinnovate richieste slovacche di vedere i siti in cui gli ebrei slovacchi furono imprigionati, Eichmann suggerì di visitare Theresienstadt (dove gli ebrei slovacchi non furono inviati). Ai rappresentanti slovacchi non fu permesso di andare a Lublino, perché la maggior parte dei deportati ebrei slovacchi era già stata assassinata, nonostante il Gruppo avesse ricevuto il rapporto dell'evaso da Auschwitz Jerzy Tabeau e lo avesse inoltrato all'ambasciatore del governo cecoslovacco in esilio in Svizzera Jaromír Kopecký.

### Soccorso
I corrieri di lingua polacca consegnarono il denaro e gli oggetti di valore e contrabbandarono le lettere in Slovacchia. Alcune lettere in cui si affermava che la vita del destinatario fosse stata prolungata dall'aiuto ricevuto convinsero il Gruppo a intensificare i propri sforzi di fronte alle prove crescenti che i deportati fossero sistematicamente assassinati. Aiutare i deportati fu una priorità del Gruppo, oltre che delle famiglie e delle comunità dei deportati. Attraverso i corrieri e le vaghe allusioni nei messaggi censurati dei deportati, il Gruppo ottenne delle informazioni ragionevolmente accurate sulle orribili condizioni in cui erano tenuti i deportati. Coordinando i suoi sforzi con il Comitato Internazionale della Croce Rossa, l'Organizzazione ebraica di auto-aiuto a Cracovia e i parenti dei deportati, il Gruppo tentò di rintracciare gli indirizzi esatti per i pacchi umanitari. In una lettera del luglio 1942 al rappresentante del WJC Abraham Silberschein, Fleischmann riferì che il Gruppo ottenne solo 2.200 indirizzi per le decine di migliaia di ebrei deportati.
Gli attivisti del movimento giovanile sionista utilizzarono le informazioni per rintracciare gli attivisti deportati e inviare loro gli aiuti. I tentativi di inviare denaro tramite la Banca nazionale slovacca fallirono quando i destinatari non furono trovati, costringendo il Gruppo a fare ancora più affidamento sui corrieri (anch'essi incaricati di trovare e aiutare i fuggitivi). Nel maggio 1943, le pressioni del Gruppo indussero il governo slovacco a consentire loro di inviare pacchi di indumenti usati a indirizzi noti nel protettorato, nel Reich e nella zona del Governatorato generale. Fleischmann, che all'epoca fu responsabile del dipartimento del benessere di ÚŽ, supervisionò questa operazione. Le uniche consegne confermate furono a Theresienstadt. Tramite i corrieri, il Gruppo mantenne i contatti con un gruppo di ebrei utilizzati per i lavori forzati negli aeroporti della Luftwaffe vicino a Dęblin fino al 23 luglio 1944, cioè fino a quando il campo non fu liquidato. Questo fu l'ultimo consistente gruppo sopravvissuto di ebrei slovacchi nel distretto di Lublino.
Fleischmann inviò una lettera il 27 agosto 1942 a Nathan Schwalb, rappresentante di HeHalutz in Svizzera, esprimendo dubbi sul fatto che gli ebrei deportati sarebbero mai stati visti ritrovati vivi. Scrivendo che la comunità locale, già a corto di denaro, aveva già speso 300.000 corone slovacche (Ks) per i soccorsi, chiese a Schwalb un budget mensile per i soccorsi. Frieder e Weissmandl, profondamente coinvolti nei soccorsi illegali, furono arrestati il 22 settembre ma continuarono il loro compito fino a quando furono rilasciati. Il Gruppo ricevette così 20.000 franchi svizzeri dal JDC tramite un corriere a novembre, il loro primo sostegno da parte di un'organizzazione ebraica internazionale. Sebbene il JDC abbia successivamente depositato mensilmente questa somma in un conto presso l'Union Bank of Switzerland (destinato alle operazioni di soccorso e corruzione del Gruppo), di solito si rivelò insufficiente per le esigenze del gruppo; Fleischmann dovette ricorrere spesso alle organizzazioni ebraiche in Svizzera per onorare le promesse. Il denaro fu trasferito a Bratislava passando dall'Ungheria, ritardandone così la disponibilità.

## Negoziazione e corruzione

### Corruzione dei funzionari slovacchi

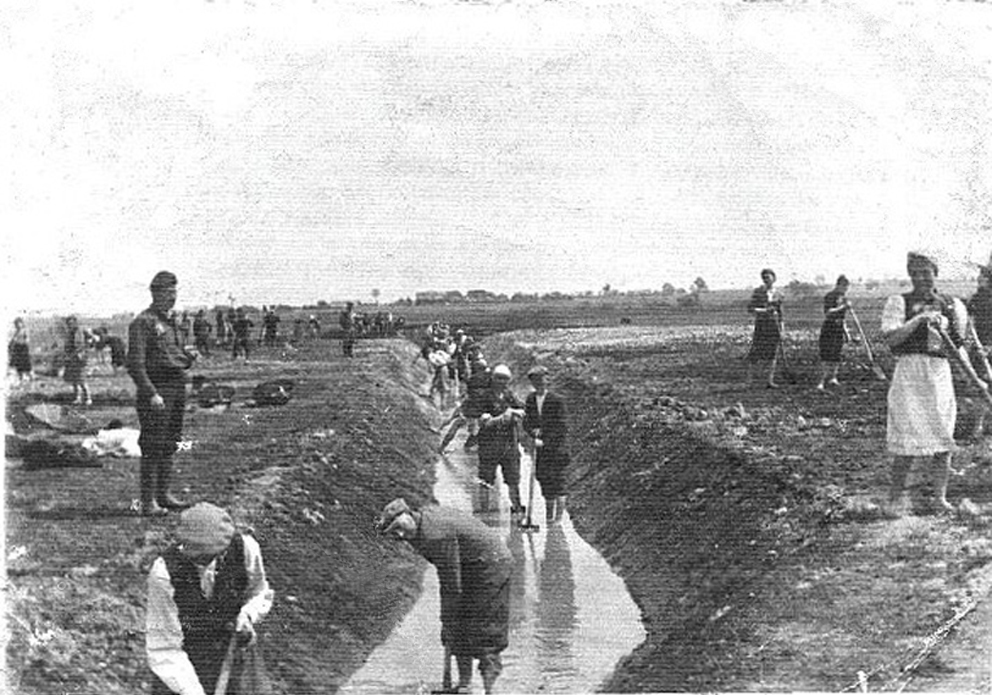
Ebrei impegnati nei lavori forzati nel distretto di Lublino nel 1940.

I negoziati per salvare gli ebrei slovacchi sfruttando la corruzione iniziarono su iniziativa di Weissmandl a metà giugno 1942. Il Gruppo contattò immediatamente i funzionari slovacchi responsabili degli affari ebraici, che avevano dimostrato il loro compito durante la liquidazione delle imprese ebraiche: inizialmente, i funzionari furono corrotti per aggiungere altri nomi all'elenco degli ebrei ritenuti essenziali per l'economia, esonerandoli quindi dalla deportazione.
Il funzionario corrotto più influente fu Anton Vašek, capo del dipartimento del ministero dell'Interno responsabile dell'attuazione delle deportazioni: anche se iniziò ad accettare tangenti alla fine di giugno 1942, continuò a organizzare i trasporti e disse pubblicamente che "la questione ebraica doveva essere risolta al 100%". A causa della sua "arroganza" nell'esercizio del potere sulla vita e sulla morte, Vašek divenne noto come "Re dei Giudei", e fu noto per tirare fuori gli ebrei dai carri bestiame solo dopo aver ricevuto le tangenti, per inviarli poi sul trasporto successivo. Il desiderio di denaro di Vašek per finanziare il suo gioco d'azzardo e le sue donne lo rese così molto suscettibile alla corruzione. Tibor Kováč, membro del Gruppo ed ex compagno di classe di Vašek, lo visitò in ufficio quasi quotidianamente per consegnargli le tangenti e fornirgli le scuse per spiegare il ritardo ai suoi superiori. Il Gruppo promise a Vašek 100.000 Ks (circa $ 1.600) per ogni mese senza espulsioni. Grazie all'intervento di Vašek, il trasporto del 26 giugno fu annullato; Vašek presentò al ministro dell'Interno Alexander Mach un rapporto falsificato secondo cui tutti gli ebrei non esenti furono già stati deportati. Tuttavia, Mach fu scettico riguardo al rapporto e le deportazioni ripresero a luglio.
Anche altri funzionari accettarono tangenti dal Gruppo. Augustín Morávek fu licenziato nel luglio 1942, in coincidenza con il rallentamento delle deportazioni. Isidor Koso, capo dell'ufficio del primo ministro, fu la persona che aveva inizialmente proposto la deportazione degli ebrei, ricevette un pagamento mensile dal Gruppo nel 1942 e nel 1943. Temendo di essere scoperto, Koso si rifiutò di stabilire un contatto personale con Fleischmann. Tuttavia, sua moglie, Žofia Kosova, fornì al Gruppo degli aggiornamenti sui piani del governo per i restanti ebrei slovacchi in cambio di tangenti. Il ministro delle finanze Gisi Medricky, il direttore del campo di lavoro Alois Pecuch, i commissari per le deportazioni Ján Bučenek e Karol Zábrecky, ufficiali della gendarmeria che gestirono i campi di lavoro e funzionari governativi senza potere sulle deportazioni ma con informazioni utili per il Gruppo furono tutti corrotti. Sebbene il gruppo abbia tentato di corrompere Tiso, non ci sono prove che abbiano avuto successo. Dopo la guerra, i funzionari slovacchi negarono di aver accettato tangenti.

### Piano Slovacchia
I negoziati del Gruppo con Dieter Wisliceny iniziarono durante l'estate del 1941, quando Shlomo Gross tentò di organizzare l'emigrazione. Questi contatti informarono i leader ebrei slovacchi che Wisliceny fu suscettibile di corruzione e i gerarchi delle SS furono ansiosi di entrare in contatto con i rappresentanti dell'ebraismo internazionale, la cui influenza sulle politiche degli alleati occidentali fu notevolmente esagerata nell'immaginario nazista. Gila Fatran suggerisce che Wisliceny fosse alla disperata ricerca di denaro; la storica israeliana Livia Rothkirchen sottolinea la sua brama di riconoscimento, dal momento che fu scartato per la promozione a favore di Eichmann. Tuttavia, a differenza dei rappresentanti slovacchi, il contatto con Wisliceny comportava un rischio elevato e doveva essere tenuto in segreto.
Hochberg, che visitò regolarmente l'ufficio di Wisliceny, fu l'ultima risorsa impiegata come intermediario; il Gruppo considerò Hochberg un collaboratore, temeva che associarsi a lui avrebbe danneggiato la loro reputazione e lo riteneva inaffidabile. Tuttavia, Fleischmann e Weissmandl concordarono sul fatto che valeva la pena fare un patto con il diavolo per salvare gli ebrei. A questo punto fu formalizzata la struttura del Gruppo per migliorarne l'efficienza e la segretezza delle sue operazioni; Fleischmann fu scelta all'unanimità per guidare il dipartimento di corruzione. A causa del disaccordo sul coinvolgimento di Hochberg, i negoziati con Wisliceny non iniziarono fino a metà luglio o all'inizio di agosto.

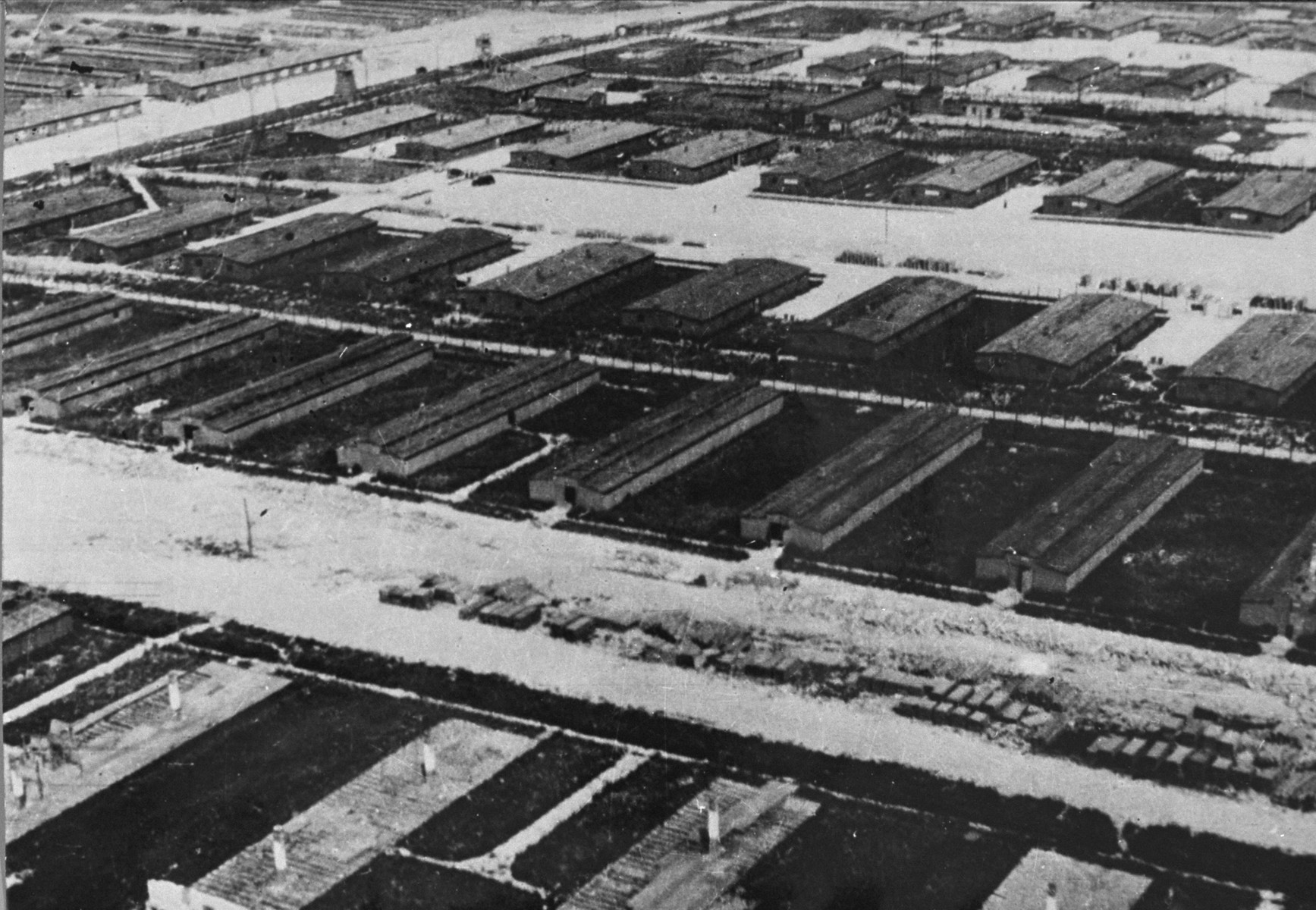
Campo di concentramento di Majdanek, dove furono imprigionati molti uomini ebrei slovacchi abili.

Sfruttando il desiderio di Wisliceny di contattare le organizzazioni ebraiche internazionali, Weissmandl falsificò le lettere come "Ferdinand Roth", un fittizio funzionario svizzero. A metà luglio Hochberg consegnò le lettere a Wisliceny. Riferì al Gruppo che Wisliceny aveva il potere di fermare le deportazioni dalla Slovacchia e che aveva chiesto da $ 40.000 a $ 50.000, pagabili in due rate, in cambio del ritardo delle deportazioni fino alla primavera successiva. Hochberg riferì anche il suggerimento di Wisliceny di espandere i campi di lavoro a Sereď, Nováky e Vyhne per "rendere produttivi" gli ebrei rimasti e creare così un incentivo finanziario per tenerli in Slovacchia. Il Gruppo, non essendosi aspettato una risposta affermativa, iniziò a sperare di poter salvare i restanti ebrei slovacchi. L'uomo d'affari ebreo slovacco, Shlomo Stern, donò i primi $ 25.000 in dollari USA, che furono probabilmente consegnati a Wisliceny il 17 agosto. Il saldo della riuscita fu dovuto a fine settembre. Cosa sia successo al denaro non è chiaro, ma probabilmente fu sottratto da Hochberg  o Wisliceny. Le deportazioni furono interrotte tra il 1º agosto e il 18 settembre, il Gruppo concluse che le sue operazioni di riscatto avessero dato i risultati sperati.
L'incontro tra Hochberg e Wisliceny avvenne probabilmente dopo la richiesta di Tuka di inviare una delegazione slovacca nella zona del Governatorato Generale, fatto che convinse i tedeschi a ridurre la loro pressione per le deportazioni. Wisliceny raccolse i soldi degli ebrei e si prese il merito della riduzione dei trasporti. Allo stesso tempo cercò di persuadere il governo slovacco ad approvare la ripresa delle deportazioni, inviando un promemoria a Tuka e Mach affermando che furono deportati solo gli ebrei indigenti. Wisliceny raccomandò le incursioni contro gli ebrei nascosti, l'annullamento della maggior parte delle eccezioni economiche e la deportazione dei convertiti (che sarebbero stati sistemati separatamente dagli ebrei). In tal caso, secondo Wisliceny, si poterono riempire ventitré treni e la Slovacchia fu il primo paese dell'Europa sud-orientale a diventare Judenrein, cioè purificato dagli ebrei. Wisliceny sottolineò che Tiso, membro della fazione rivale del Partito popolare slovacco, affermò più recentemente in un discorso che lo sviluppo della Slovacchia avrebbe potuto progredire solo dopo la deportazione degli ebrei rimasti. Il Gruppo non fu a conoscenza della difesa di Wisliceny per le continue deportazioni. Finse di essere dalla parte degli ebrei, in maniera ragionevole ed educata, ma affermò di aver bisogno di ingenti somme di denaro per corrompere i suoi superiori.
Il JDC in Svizzera fu ostacolato dalle restrizioni sull'invio di valuta in Svizzera e dovette impiegare i contrabbandieri per consegnare i fondi nell'Europa occupata dai nazisti. Sebbene Mayer fosse in grado di prendere in prestito denaro in franchi svizzeri contro un pagamento postbellico, non fu in grado di inviare la somma in dollari richiesta da Wisliceny. In agosto e settembre, Weissmandl fece pressioni sui suoi contatti ebrei ortodossi per fornire i restanti $ 20.000. Quando un altro trasporto lasciò la Slovacchia il 18 settembre, Weissmandl telegrafò ai leader ebrei a Budapest e li incolpò della deportazione. Un secondo trasporto partì il 21 settembre, giorno dello Yom Kippur. Il denaro (donato dal filantropo ebreo ungherese Gyula Link) arrivò probabilmente il giorno successivo, sebbene altre fonti riferiscano che il Gruppo non effettuò il secondo pagamento fino a novembre. Wisliceny inviò $ 20.000 all'ufficio economico e amministrativo delle SS in ottobre, e per conoscenza all'ambasciatore tedesco in Slovacchia, Hanns Ludin, tramite l'addetto di polizia Franz Golz. Il 20 ottobre partì l'ultimo trasporto, dopo quasi due anni, con 1.000 ebrei disabili fisici o mentali; il Gruppo presumeva che la tangente avesse avuto successo.

### Piano Europa
I contatti del Gruppo presso la ferrovia slovacca li informarono che le deportazioni non sarebbero riprese fino alla primavera del 1943. Sebbene il gruppo avesse contattato Wisliceny in merito all'evacuazione dei bambini ebrei slovacchi da Lublino in Svizzera o in Palestina, non ne venne fuori nulla. Weissmandl, che attribuì alla corruzione di Wisliceny l'arresto dei treni, credette che i leader ebrei slovacchi avessero l'obbligo di aiutare i loro compagni ebrei negli altri paesi occupati dai nazisti. Propose il tentativo di corrompere i superiori di Wisliceny affinché interrompessero tutti i trasporti verso la zona del Governatorato generale, una proposta che divenne nota come Piano Europa. Molti dei membri del Gruppo furono scettici sul piano, sostenendo che Wisliceny avesse agito da solo. Un'operazione su larga scala sarebbe destinata a fallire e avrebbe innescato la deportazione dei rimanenti ebrei slovacchi. Solo Fleischmann, Weissmandl e Neumann pensavano che valesse la pena perseguire il Piano Europa.
Nel novembre 1942, Wisliceny riferì al Gruppo che Heinrich Himmler accettò di fermare le deportazioni nel Governatorato generale in cambio di 3 milioni di dollari. Hochberg fu arrestato nello stesso mese per concussione e corruzione e di conseguenza, il Gruppo assunse il controllo delle operazioni quotidiane dell'ÚŽ e Steiner (e successivamente Fleischmann) si incontrò direttamente con Wisliceny. Il mese successivo, Himmler ottenne da Hitler il permesso di iniziare i negoziati per riscattare gli ebrei in cambio di denaro, ma tuttavia il Gruppo non riuscì a raccogliere i fondi necessari. Il JDC, scettico sulla proposta e riluttante a dare denaro ai nazisti, non inviò altro denaro in Svizzera. Mayer inviò denaro al Gruppo nonostante la riluttanza a violare il Trading with the Enemy Act. La comunità ebraica ungherese non poté o non volle aiutare, il Gruppo contattò quindi Abraham Silberschein del World Jewish Congress e Nathan Schwalb di Hehalutz: Schwalb divenne un convinto sostenitore del piano e si mise in contatto diretto con la Palestina, ripetendo l'impressione del Gruppo che Wisliceny avesse mantenuto le sue promesse.
A causa dei problemi di comunicazione, la portata del Piano Europa non fu pienamente compresa dai leader in Palestina fino alla visita del marzo 1943 del tesoriere dell'Agenzia Ebraica Eliezer Kaplan. Kaplan ritenne che non fosse possibile attuare il piano, ma riferì opinioni più ottimistiche di alcuni dei suoi colleghi a Istanbul. L'Yishuv espresse la volontà di aiutare a finanziare il piano, sebbene Kaplan, David Ben-Gurion, Apolinary Hartglas e altri leader dell'Agenzia ebraica e dell'Yishuv sospettassero che l'offerta di Wisliceny mascherasse un'estorsione. Nel frattempo, Wisliceny lasciò la Slovacchia per supervisionare la deportazione e l'assassinio degli ebrei di Salonicco.
L'attenzione del Gruppo fu deviata nel frattempo dalla minaccia di riprendere i trasporti dalla Slovacchia, che avrebbero dovuto iniziare nell'aprile 1943. Con l'avvicinarsi della scadenza, Fleischmann e Weissmandl divennero ancora più militanti nel promuovere il piano tra i leader ebrei. Furono insistenti sulla fattibilità del piano, che i nazisti potevano essere corrotti e che le leggi che regolavano il trasferimento di valuta potevano essere aggirate. Sebbene in quel mese avessero ricevuto solo 36.000 dollari, le deportazioni dalla Slovacchia non ripresero. Fleischmann incontrò Wisliceny, riuscì a sapere che le deportazioni sarebbero state interrotte se i nazisti avessero ricevuto un acconto di $ 200.000 entro giugno. Lo Yishuv riuscì a trasferire circa la metà di quella somma al Gruppo, probabilmente riciclando i contributi da organizzazioni ebraiche d'oltremare e contrabbandando diamanti in Turchia, mentre il JDC, il WJC e altre organizzazioni bloccarono la distribuzione dei fondi perché i loro leader credettero che le promesse naziste fossero false. Anche il governo svizzero ostacolò i trasferimenti di valuta nella misura richiesta, Mayer aiutò al meglio delle sue capacità, ma riuscì a contrabbandare solo $ 42.000 al Gruppo entro giugno e altri $ 53.000 in agosto e settembre. Parte di questo denaro fu necessario per migliorare il benessere degli ebrei nei campi di lavoro in Slovacchia, o per aiutare i deportati in Polonia o il contrabbando dei profughi in Ungheria. Una delle richieste del Gruppo a Wisliceny fu una migliore comunicazione con i deportati; secondo Fatran, Wisliceny consentì la consegna di migliaia di lettere di ebrei imprigionati ad Auschwitz, Majdanek e Theresienstadt alla fine dell'estate 1943.

### Rottura delle trattative
Il 2 settembre 1943, Wisliceny incontrò i leader del Gruppo e annunciò che il Piano Europa fu annullato perché il ritardo nel pagamento fece dubitare ai nazisti dell'affidabilità di "Ferdinand Roth". Dopo la guerra, Wisliceny affermò che Himmler gli ordinò di interrompere i contatti con il Gruppo, interpretazione sostenuta da Bauer e Rothkirchen. Il rifiuto dei nazisti di portare a termine la loro proposta scioccò i membri del Gruppo. Durante questo incontro, Wisliceny tentò di rafforzare la fiducia del gruppo in lui facendo trapelare le informazioni secondo cui i nazisti stavano trasferendo 5.000 bambini ebrei polacchi a Theresienstadt e da lì sarebbero stati inviati in Svizzera se fosse stato pagato un riscatto. Riferì anche che Bergen-Belsen era abituato a ospitare ebrei "privilegiati" prima di un potenziale scambio. Sebbene un trasporto di 1.200 bambini dal ghetto di Białystok fu inviato a Theresienstadt nell'agosto 1943, i bambini furono inviati ad Auschwitz il 5 ottobre e gasati all'arrivo.
Wisliceny lasciò aperta la prospettiva di riaprire i negoziati. Il Gruppo si incolpò per il fallimento del piano e il 12 settembre consegnò a Wisliceny $ 10.000 nella speranza di rilanciare i negoziati. Il fatto che l'assassinio degli ebrei continuasse rapidamente  rese evidente ai leader ebrei internazionali che i nazisti stavano negoziando in malafede. A metà ottobre, fu chiaro che i nazisti avevano abbandonato il piano. Quando Wisliceny apparve di nuovo a Bratislava alla fine del 1943, il Gruppo sperò ancora di salvare i negoziati. Quando Fleischmann fu sorpreso a corrompere la moglie di un funzionario slovacco nell'ottobre 1943, un incidente noto come affare Koso, le comunicazioni con le organizzazioni ebraiche in Svizzera furono interrotte, quindi il Gruppo non poté garantire che sarebbe stato in grado di raccogliere il denaro. All'inizio di gennaio 1944 Fleischmann fu nuovamente arrestato e Wisliceny partì per Berlino. Questi negoziati, così come i precedenti negoziati sul Piano Europa, potrebbero aver aperto la strada alla successiva proposta nota come sangue-per-merce per riscattare gli ebrei ungheresi dopo l'invasione tedesca dell'Ungheria.

## Olocausto in Ungheria

### Acquisizione di ÚŽ
Il Gruppo approfittò della riorganizzazione del governo slovacco per rimuovere Arpad Sebestyen, l'inefficace leader dell'ÚŽ, nel dicembre 1943. Alla comunità ebraica fu permesso di scegliere il suo successore; il Gruppo votò all'unanimità per Oskar Neumann. Con il pieno controllo dell'ÚŽ, il Gruppo distribuì informazioni sulle operazioni di salvataggio tramite circolari ufficiali. La pianificazione di come mantenere in vita gli ebrei rimasti durante l'imminente sconfitta dell'Asse fu al centro degli incontri del gruppo nei mesi successivi. Si continuò a inviare aiuti agli ebrei sopravvissuti in Polonia e Theresienstadt, con la minaccia costante della ripresa delle deportazioni in Slovacchia. A causa delle ricadute dell'affare Koso, Fleischmann fu costretta a uscire allo scoperto per evitare l'arresto, cosa che non evitò il 9 gennaio 1944 quando fu imprigionata per quattro mesi nel campo di Nováky e nella prigione di Ilava. Il Gruppo chiese il suo rilascio e la fuga in Palestina, ma Fleischmann rifiutò di lasciare Bratislava. Le autorità slovacche iniziarono nuovamente a registrare gli ebrei, spingendo alcuni a fuggire in Ungheria.
Dopo l'invasione tedesca dell'Ungheria nel marzo 1944, il flusso si invertì e gli ebrei slovacchi e ungheresi fuggirono di nuovo attraverso il confine verso la Slovacchia. A quel tempo, i circa 800.000 ebrei (come definiti dalla razza) in Ungheria furono la maggiore popolazione sopravvissuta in Europa. Gli ebrei in Ungheria furono sottoposti a una rigida legislazione antisemita e decine di migliaia furono assassinati, sia giovani arruolati in battaglioni di lavoro che ebrei stranieri deportati a Kamianets-Podilskyi, ma non ancora deportati in massa o sterminati sistematicamente. Dopo l'invasione tedesca, il Gruppo apprese dai funzionari delle ferrovie slovacche della preparazione di 120 treni per gli ebrei deportati dall'Ungheria e trasmise le informazioni a Budapest, dove furono ricevute entro la fine di aprile.

### Rapporto Vrba-Wetzler

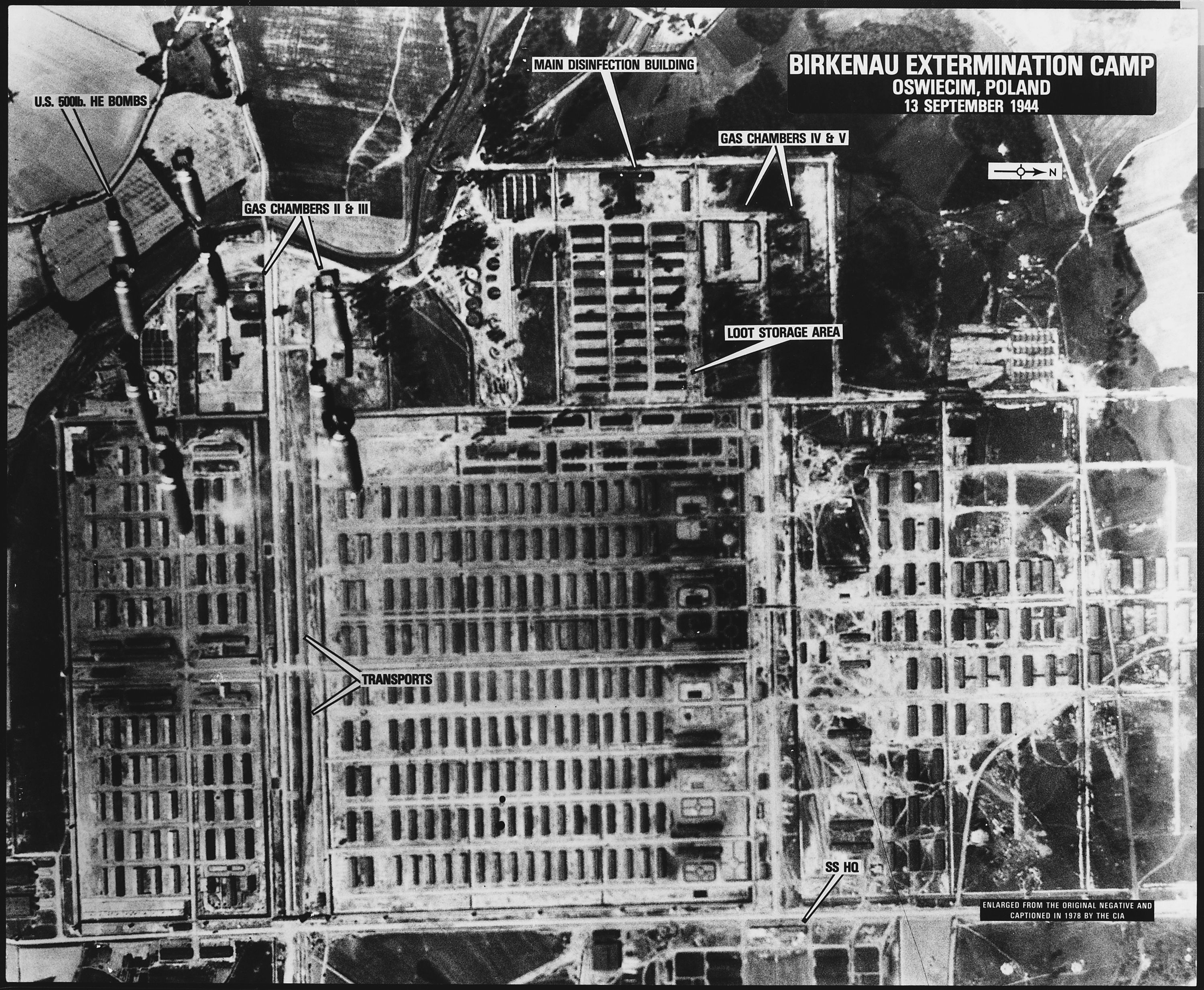
Fotografia aerea di Auschwitz nel 1944.

Il Gruppo svolse un ruolo centrale nella distribuzione del rapporto Vrba-Wetzler nella primavera del 1944. Due detenuti di Auschwitz, Rudolf Vrba e Alfred Wetzler, fuggirono e raggiunsero la Slovacchia il 21 aprile. Dopo che il Gruppo venne a sapere della fuga di Vrba e Wetzler, Neumann fu inviato a interrogarli; il rapporto fu completato il 27 aprile. Nelle 40 pagine del rapporto si confermarono i precedenti rapporti su Auschwitz inoltrati in Gran Bretagna dal governo polacco in esilio. Una copia del rapporto fu inviata al capo dello Judenrat di Ungvar nella Rutenia dei Carpazi, che tentò senza successo di sopprimerne il contenuto. Sebbene le informazioni siano state trasmesse ad altri due ghetti di transito dei Carpazi, gli ebrei non agirono in base al rapporto. Oskar Krasniansky, che aiutò a trascrivere il rapporto, affermò che il leader sionista ungherese Rudolf Kastner visitò Bratislava il 26 o 28 aprile e lesse una copia del rapporto (che non è stato completato fino al 27). Tuttavia, Hansi Brand negò che Kastner fosse stato in Slovacchia prima di agosto.
Le informazioni generali contenute nel rapporto furono contrabbandate in Ungheria dai corrieri non ebrei, raggiungendo Budapest all'inizio di maggio. Per la stessa via, il rapporto stesso raggiunse un'organizzazione luterana antifascista a Budapest alla fine di maggio. Probabilmente ci furono altri tentativi infruttuosi da parte del Gruppo di diffondere il rapporto. Usando i suoi legami con la resistenza slovacca, il 22 maggio il Gruppo inviò le informazioni nel rapporto a Jaromír Kopecký (che ricevette una copia completa entro il 10 giugno). In una lettera allegata, il gruppo informava Kopecký dei preparativi per le deportazioni dall'Ungheria. Kopecký trasmise queste informazioni al Dipartimento di Stato degli Stati Uniti e al CICR in un messaggio del 23 giugno, riportando che 12.000 ebrei ungheresi vennero inviati quotidianamente a morte. Il governo cecoslovacco in esilio chiese alla BBC di pubblicizzare le informazioni nella speranza di prevenire l'assassinio degli ebrei cechi imprigionati nel campo per le famiglie di Theresienstadt ad Auschwitz.
Il 16 giugno, la BBC avvertì la leadership tedesca che sarebbe stata processata per i suoi crimini. Non è chiaro se gli avvertimenti abbiano influenzato il destino dei prigionieri cechi sebbene lo storico polacco Danuta Czech ritenga che abbiano ritardato la liquidazione del campo fino a luglio.
Altri due fuggitivi, Arnošt Rosin e Czesław Mordowicz, raggiunsero la Slovacchia il 6 giugno e fornirono ulteriori informazioni sull'assassinio degli ebrei ungheresi. Su richiesta di Burzio, Krasniansky organizzò un incontro tra Vrba, Mordowicz e il rappresentante pontificio monsignor Mario Martilotti, che il 20 giugno interrogò per sei ore i fuggiaschi. Secondo lo storico britannico Michael Fleming, questo incontro potrebbe aver influenzato il telegramma del 25 giugno di Papa Pio XII a Horthy, pregandolo di fermare le deportazioni.

### Proposta di bombardamento di Auschwitz

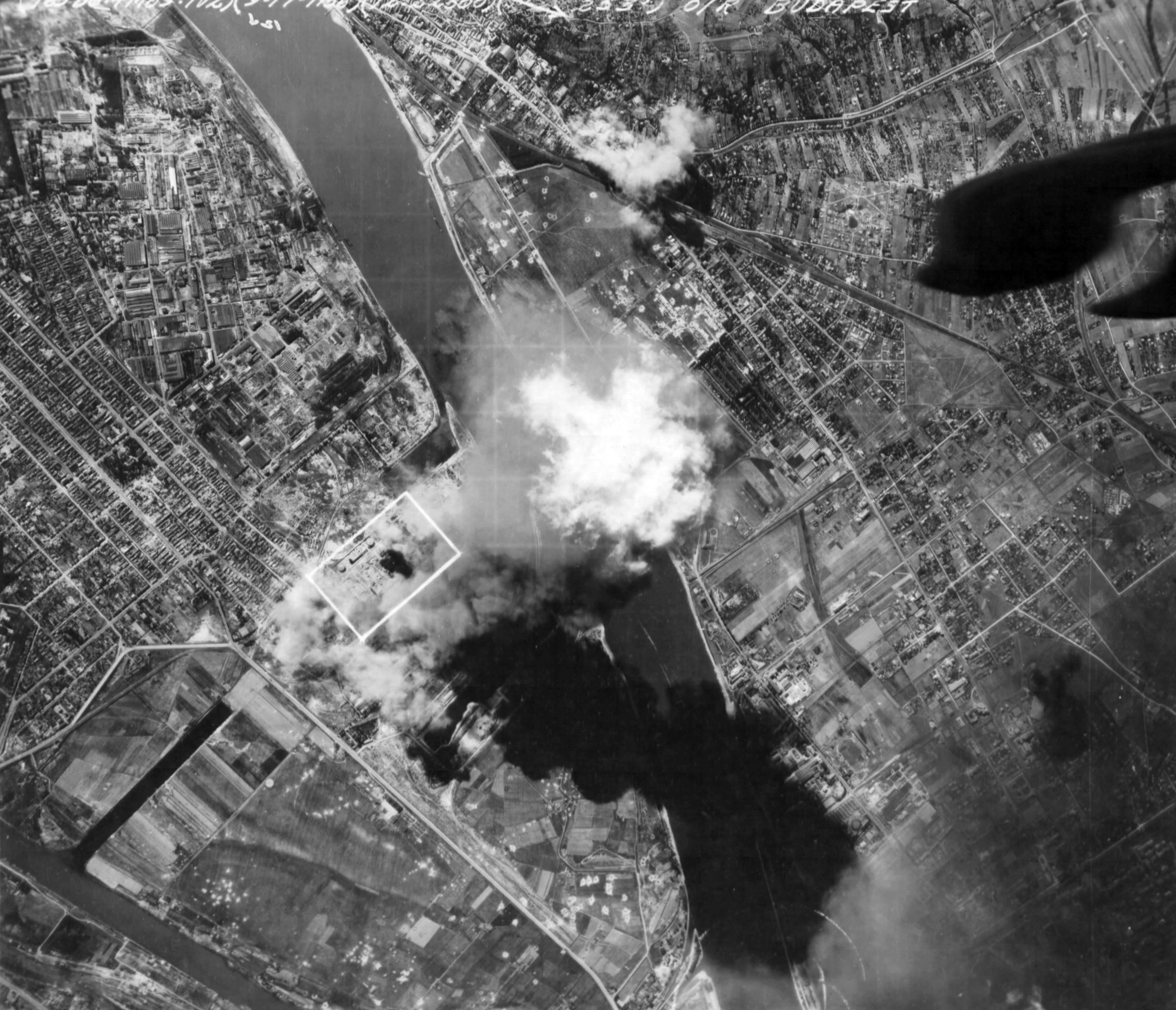
Bombardamento di Budapest nel 1944.

Il 16 o 18 maggio Weissmandl inviò un'accorata richiesta di aiuto a Nathan Schwalb e le misure dettagliate che gli Alleati avrebbero potuto adottare per mitigare il disastro. Tra i suoi suggerimenti ci fu quello di "far saltare in aria i centri di annientamento" ad Auschwitz II-Birkenau e l'infrastruttura ferroviaria, nella Rutenia e in Slovacchia, utilizzata per trasportare gli ebrei ungheresi al campo. Kopecký inoltrò questi suggerimenti e il 4 luglio il governo cecoslovacco in esilio raccomandò ufficialmente di bombardare i crematori e l'infrastruttura ferroviaria; il loro significato militare è stato sottolineato. Sebbene né Auschwitz né le sue linee ferroviarie furono mai bombardate, il 24 giugno Roswell McClelland inviò un cablogramma con la proposta al rappresentante del War Refugee Board in Svizzera. Il governo ungherese, affermando che il bombardamento aereo alleato degli obiettivi militari a Budapest in aprile era stato diretto da una cospirazione ebraica internazionale, intercettò il cablogramma. Secondo Bauer, la menzione del bombardamento nel cablogramma fu interpretata dai leader ungheresi come una conferma di questa convinzione errata. All'inizio di luglio, gli unici ebrei ungheresi rimasti erano a Budapest. Il reggente fascista ungherese, Miklós Horthy, credette che la loro presenza proteggesse la città dai bombardamenti a tappeto e il bombardamento di Budapest del 2 luglio da parte delle forze aeree dell'esercito degli Stati Uniti fu una reazione alle deportazioni.
Le informazioni del rapporto Vrba-Wetzler furono inviate dall'Ungheria al diplomatico George Mantello in Svizzera, e da lui pubblicate il 4 luglio. Nei diciotto giorni successivi, almeno 383 articoli su Auschwitz, basati sulle informazioni contenute nel rapporto, furono pubblicati sui media svizzeri e internazionali. A causa di questa pubblicità, i leader alleati (tra cui il presidente degli Stati Uniti Franklin D. Roosevelt e il primo ministro britannico Winston Churchill) minacciarono Horthy di processarlo per crimini di guerra se non avesse fermato i trasporti. Anche papa Pio XII, Gustavo V di Svezia e la Croce Rossa si unirono agli appelli. Horthy si offrì di permettere a 10.000 bambini ebrei di lasciare l'Ungheria e fermò ufficiosamente le deportazioni il 7 luglio (con circa 200.000 ebrei ancora a Budapest), giustificando il suo cambiamento di politica nei confronti dei tedeschi affermando che uno Judenrein a Budapest sarebbe stato bombardato a tappeto. Anche la crescente pressione internazionale e il fatto che Horthy non potesse più affermare di ignorare il destino dei deportati (poiché aveva una copia del rapporto) giocarono probabilmente un ruolo significativo nella decisione. In quel periodo, 12.000 ebrei al giorno venivano trasportati ad Auschwitz.

### Trattative "Sangue in cambio di merce"
Dopo l'invasione dell'Ungheria, Wisliceny fu inviato per organizzare la deportazione degli ebrei ungheresi. Weissmandl gli consegnò una lettera scritta in ebraico, nel quale si descrisse come un negoziatore affidabile e gli disse di mostrarla a Pinchas Freudiger, Rudolf Kastner e alla baronessa Edith Weiss (parte di un'influente famiglia di Neolog). Freudiger si concentrò sul salvare solo la sua famiglia e i suoi amici; Weiss fu nascosta, mentre Kastner fu un membro del Comitato di aiuto e soccorso in grado di agire. Il comitato, ritenendo che le grosse tangenti a Wisliceny avessero salvato gli ebrei rimasti in Slovacchia, cercò di stabilire un contatto con lui subito dopo il suo arrivo a Budapest. Il superiore di Wisliceny, Adolf Eichmann, affermò che avrebbe rilasciato un milione di ebrei che vivevano ancora sotto l'occupazione nazista (principalmente in Ungheria) in cambio di 10.000 camion. Durante questi negoziati, chiamati "sangue-per-merce", Joel Brand e altri leader ebrei adottarono le tattiche utilizzate durante i negoziati per la Slovacchia e il Piano Europa, compreso l'uso di lettere contraffatte.
Kastner visitò Bratislava nell'estate del 1944 e informò il Gruppo sugli eventi in Ungheria, incluso il rilascio del treno Kastner per Bergen-Belsen (ai passeggeri fu infine permesso di partire per la Svizzera). Chiese al Gruppo di aiutarlo a raccogliere fondi e ottenere altri beni per i negoziati in corso con l'ufficiale delle SS Kurt Becher. Il gruppo accettò di aiutare, chiedendo a Kastner di richiedere una moratoria sulle deportazioni dalla Slovacchia. Fleischmann organizzò un comitato di uomini d'affari ebrei locali per soddisfare le richieste di Kastner. Kastner visitò di nuovo Bratislava alla fine di agosto con l'aiutante di Becher, Max Grueson. Dopo che il Gruppo presentò a Grueson un elenco di beni vitali che potevano fornire, Grueson promise di chiedere ai suoi superiori di consentire agli ebrei slovacchi di fuggire. Prima che si potesse fare qualsiasi cosa, scoppiò la rivolta nazionale slovacca dopo che la Germania invase la Slovacchia.

## Dissoluzione

### Situazione generale

Controllo territoriale durante i primi giorni della rivolta nazionale slovacca. Il Gruppo aveva sede a Bratislava, all'estrema sinistra.

A causa dell'imminente sconfitta militare della Germania, gran parte della popolazione slovacca e la leadership dell'esercito passarono dalla parte degli Alleati. La crescente attività partigiana nelle montagne rappresentò un dilemma per gli ebrei e, in particolare, per la loro leadership. Per contrastare la percepita minaccia alla sicurezza degli ebrei nella Slovacchia orientale rurale, il governo slovacco propose i rastrellamenti; il Gruppo li convinse a concentrare gli ebrei nella Slovacchia occidentale.
Sebbene il Gruppo non sostenesse la rivolta (poiché temeva le conseguenze per gli ebrei rimasti in Slovacchia), Neumann consegnò dei fondi a un gruppo clandestino nel campo di lavoro di Nováky per l'acquisto di armi. Il 29 agosto, la Germania invase la Slovacchia in risposta all'aumento dei casi di sabotaggio per mano dei partigiani. La rivolta nazionale slovacca, iniziata quel giorno, fu repressa alla fine di ottobre.
Circa 1.600 ebrei combatterono con i partigiani, il 10% della forza totale degli insorti. La propaganda tedesca e slovacca li incolpò per la rivolta, fornendo ai tedeschi una scusa per attuare la soluzione finale. Eichmann inviò l'SS-Hauptsturmführer Alois Brunner a Bratislava per supervisionare la deportazione e l'assassinio di circa 25.000 ebrei sopravvissuti in Slovacchia. L'Einsatzgruppe H, le Divisioni di emergenza della Guardia Hlinka e l'SS-Heimatschutz radunarono gli ebrei e li concentrarono nel campo di concentramento di Sereď per la deportazione successiva verso Auschwitz. Gli ebrei nella Slovacchia orientale furono deportati da altri campi slovacchi o massacrati.

### Sviluppi a Bratislava
Subito dopo l'invasione tedesca, Neumann sciolse la ÚŽ e disse ai suoi membri di nascondersi o fuggire. Alcuni ebrei di Bratislava si infiltrarono nelle operazioni di intelligence tedesche e consegnarono i rapporti giornalieri al Gruppo, che i leader utilizzarono per decidere se fuggire o meno. Tuttavia, il Gruppo non lanciò un chiaro avvertimento agli ebrei nella Slovacchia occidentale di recarsi nelle aree controllate dai partigiani. La leadership del gruppo si era notevolmente ridotta: Steiner si trovava nella Slovacchia centrale allo scoppio della rivolta e non tornò a Bratislava, Weissmandl e la sua famiglia furono colti in un'incursione del 5 settembre a Nitra e furono trattenuti a Sereď, e Frieder fu arrestato il 7 settembre a Bratislava. Fleischmann ha avuto l'opportunità di fuggire in montagna, ma rifiutò di abbandonare il suo posto.
A causa dei cambiamenti nel nuovo governo slovacco e nell'amministrazione tedesca, i contatti del Gruppo furono interrotti. Con l'aiuto di Grueson, gli attivisti contattarono Otto Koslowski (capo dell'SD in Slovacchia) e organizzarono il rilascio di Weissmandl da Sereď. Il Gruppo offrì a Koslowski un elenco di beni del valore di sette milioni di franchi svizzeri (compresi quindici trattori) in cambio del rilascio di 7.000 ebrei slovacchi in Svizzera, sostenendo che questi prodotti (inizialmente raccolti per il riscatto degli ebrei ungheresi) potessero essere spediti entro una settimana. La proposta fu di inviare gli ebrei slovacchi in Svizzera contemporaneamente alla spedizione delle merci nella direzione opposta. Koslowski rispose al Gruppo che la risposta sarebbe arrivata più tardi, ma nella riunione successiva chiese ai leader ebrei di organizzare la raccolta ordinata degli ebrei di Bratislava a Sereď e disse che Brunner sarebbe arrivato al più presto. Durante una visita a Bratislava il 18 settembre, Grueson avvertì il Gruppo di non negoziare con Brunner. Non è chiaro se il Gruppo ritenesse che i negoziati avrebbero potuto avere successo o se li usasse come tattica dilatoria, sperando di ritardare l'assassinio degli ebrei slovacchi fino alla fine della guerra.
Brunner arrivò a Bratislava (probabilmente il 22 o 23 settembre), e il Gruppo presentò la proposta di scambiare merci con vite ebraiche. Suggerirono anche delle migliorie a Sereď per rendere il campo economicamente produttivo, come fu prima della rivolta. Brunner finse interesse per entrambe queste proposte per distrarre il Gruppo, facendo in modo che un gruppo di professionisti ebrei visitasse Sereď due giorni dopo. Il 24 settembre, Fleischmann scrisse una lettera alla Svizzera chiedendo denaro per un nuovo round di negoziati con riscatto. Durante la visita a Sereď, i professionisti ebrei di Bratislava furono licenziati sommariamente da Brunner, ma riuscirono a venire a conoscenza dell'omicidio di diversi detenuti da parte delle guardie. Di conseguenza, il Gruppo raccomandò agli ebrei di Bratislava di nascondersi.

### Retata del 28 settembre

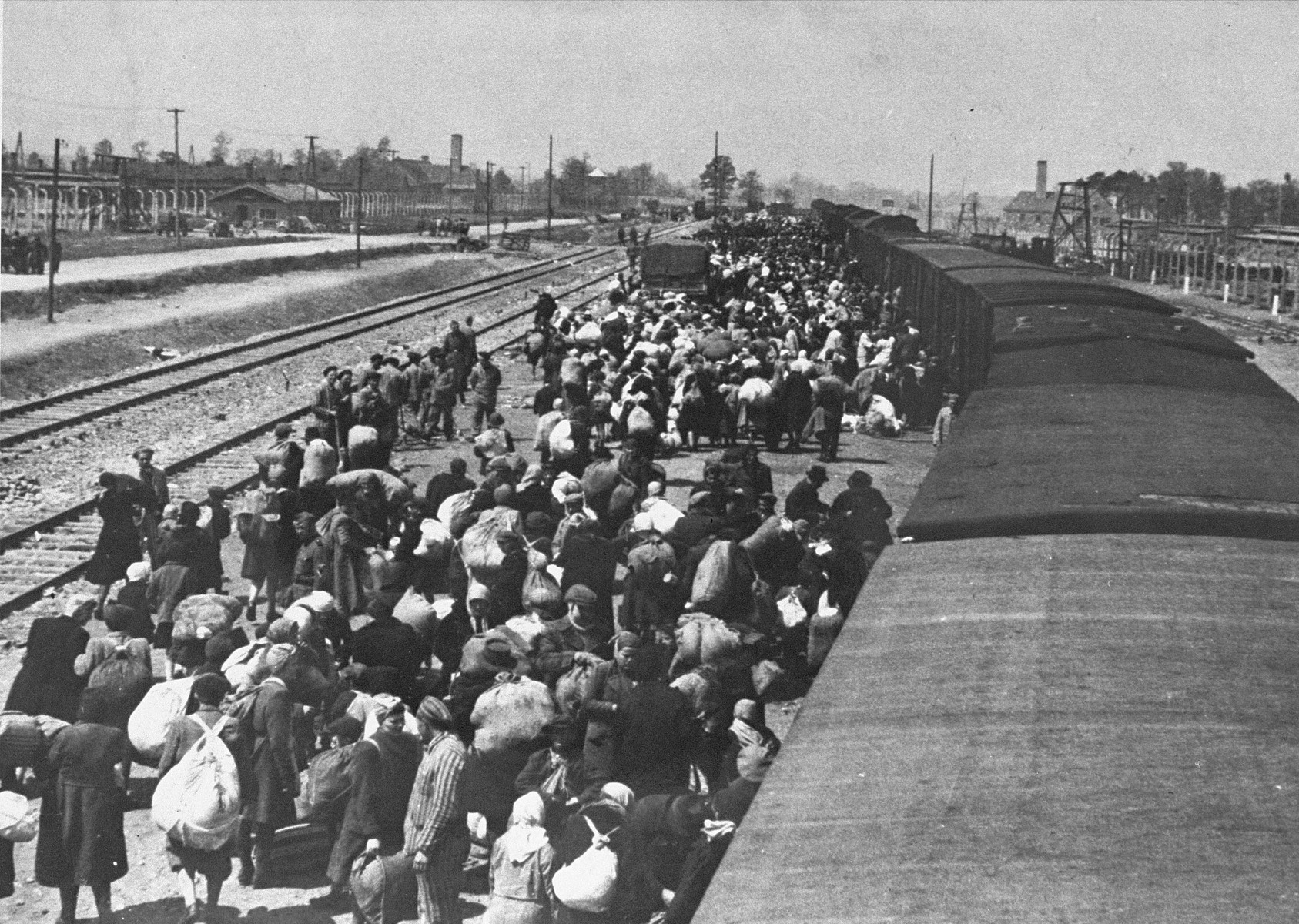
Ebrei della Rutenia dei Carpazi arrivano ad Auschwitz, maggio 1944.

L'ufficio di Fleischmann fu perquisito il 26 settembre, fornendo ai tedeschi un elenco di ebrei. Il Gruppo, apparentemente non rendendosi conto del significato di questo sviluppo, protestò con Brunner, il quale accettò di punire i colpevoli. Il 28 settembre Weissmandl e Kováč furono convocati da Brunner con il pretesto di essere necessari per un progetto a Sereď; furono imprigionati nell'ufficio di Brunner, dove assistettero all'uso della lista di ebrei rubata per prepararsi a un'importante retata. Tra gli ebrei in libertà, le voci contrastanti predicevano una grande operazione o non sarebbe successo nulla. Quella notte, l'Einsatzkommando 29 e altri collaboratori locali catturarono 1.800 ebrei a Bratislava, compresa la maggior parte della leadership del Gruppo. Gli arrestati furono trattenuti nella sede di ÚŽ fino alle 6 del mattino, quando furono caricati su vagoni merci e trasportati a Sereď (arrivo alle 2 del mattino del 30 settembre). Il primo trasporto da Sereď dal 1942 partì quel giorno per Auschwitz, con 1.860 persone.
Deportato con la sua famiglia il 10 ottobre, Weissmandl saltò giù dal treno. Successivamente fu salvato da Kastner e Becher e portato in Svizzera. Dopo il rastrellamento, Fleischmann e Kováč furono autorizzati a rimanere a Bratislava; Fleischmann rifiutò di tradire gli ebrei nascosti e fu arrestata il 15 ottobre. Due giorni dopo, fu deportata sull'ultimo trasporto dalla Slovacchia per essere gasata ad Auschwitz. Etichettato come "ritorno indesiderato" da Brunner, Fleischmann fu assassinata al suo arrivo. Steiner, Frieder, Neumann e Kováč sopravvissero, ma il tesoriere del Gruppo, William Fürst, fu deportato e assassinato. Nel secondo ciclo di persecuzione, 13.500 ebrei furono deportati (di cui 8.000 ad Auschwitz) e diverse centinaia assassinati in Slovacchia.

## Valutazione

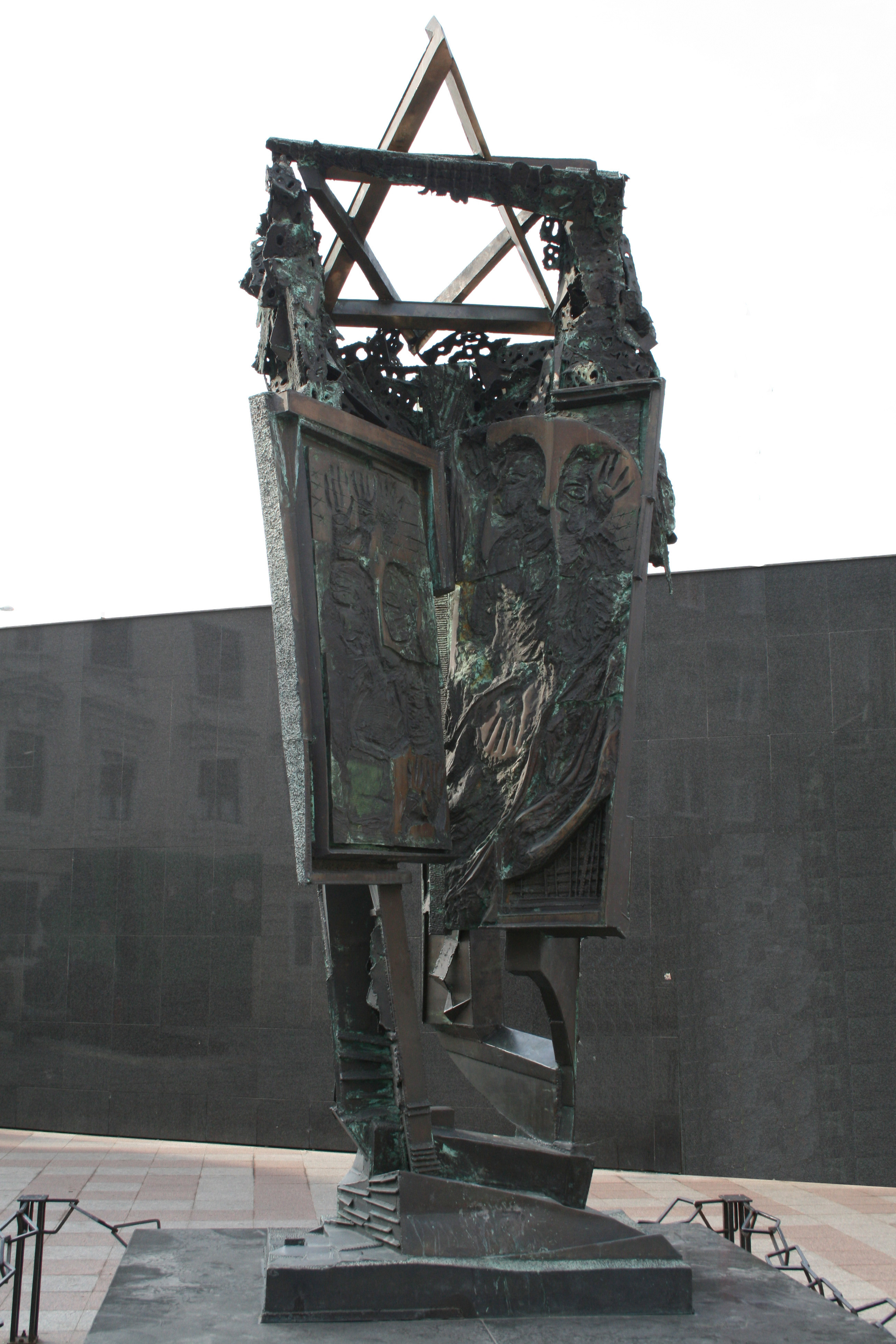
Memoriale dell'Olocausto a Bratislava.

Durante l'Olocausto, le organizzazioni Yishuv a Istanbul notarono l'efficacia della rete di corrieri del Gruppo di lavoro e la sua inventiva nel raggiungere luoghi altrimenti inaccessibili nella Polonia occupata, descrivendola come la loro "unica finestra sul teatro della catastrofe"; i rapporti del Gruppo spinsero altri gruppi ad agire per mitigare l'Olocausto. Sebbene il programma di aiuti non sia riuscito a salvare gli ebrei dalla soluzione finale, salvò temporaneamente un numero imprecisato dalla fame. Il programma di aiuti fu intrapreso con poca assistenza da parte della Croce Rossa, che cercò di mantenere la sua neutralità evitando il confronto con le politiche di genocidio della Germania nazista. Fatran scrive che sebbene il Piano Europa fosse "irrealistico", col senno di poi fu intrapreso con le migliori motivazioni; la maggior parte degli ebrei slovacchi non fu salvata, ma ciò non fu dovuto agli errori del Gruppo.
Secondo Bauer, il Gruppo fu una delle poche organizzazioni clandestine nell'Europa occupata a unire lo spettro ideologico (esclusi i comunisti) ea cercare di salvare gli ebrei in altri paesi. Livia Rothkirchen, che afferma che gli sforzi "inesorabili" del Gruppo di lavoro hanno ottenuto dei risultati concreti in molteplici operazioni, sottolinea l'unicità di un gruppo di resistenza operante all'interno di uno Judenrat diretto dai nazisti (che era necessario per i successi del Gruppo di lavoro).
Nella sua introduzione a una biografia di Fleischmann, Simon Wiesenthal cita Gideon Hausner (procuratore capo al processo Eichmann):"Il nome di Gisi Fleischmann merita di essere immortalato negli annali del nostro popolo, e la sua memoria dovrebbe essere lasciata in eredità alle generazioni future come esempio radioso di eroismo e di sconfinata devozione". In una recensione di Slovakia in History, James Mace Ward descrisse il gruppo come "il leggendario circolo di resistenza ebraica di Bratislava" e si è rammaricato di non essere stato menzionato.
Secondo Katarína Hradská, il Gruppo ha dovuto negoziare con i tedeschi per raggiungere i suoi obiettivi; tuttavia, questo ha portato i suoi membri all'autoillusione nella loro disperazione per salvare altri ebrei dalla morte. Bauer sostiene che la corruzione di Wisliceny sia stata fuorviante poiché non ha fermato i trasporti, e che il Gruppo avrebbe dovuto emettere chiari avvertimenti nel settembre 1944, sebbene tali avvertimenti "non avrebbero fatto alcuna differenza in ogni caso". Fatran scrive che la condotta del Gruppo dopo l'invasione può essere spiegata dal loro precedente apparente successo con i negoziati e dalla loro disperazione di salvare i restanti ebrei slovacchi, riconoscendo che le loro azioni erano sbagliate. Bauer sottolinea che, nonostante i loro difetti e il fallimento finale, i membri del Gruppo cercarono di salvare gli ebrei e meritano di essere riconosciuti quindi come eroi.

### Ruolo nella sospensione della deportazione
Secondo gli storici israeliani Tuvia Friling, Shlomo Aronson, e Bauer, la corruzione non fu un fattore significativo nella pausa dei due anni nelle deportazioni dalla Slovacchia. Tuttavia, Bauer riconosce che la corruzione di Wisliceny potrebbe "aver contribuito a consolidare una tendenza già esistente". Bauer nota che la maggior parte degli ebrei non esenti dalla deportazione erano già stati deportati o fuggiti in Ungheria; l'interruzione delle deportazioni il 1º agosto 1942 avvenne poco dopo che diversi funzionari slovacchi (incluso Morávek) avevano accettato le tangenti dal Gruppo, mentre Wisliceny non ricevette tangenti fino al 17 agosto. Lo storico americano Randolph L. Braham sostiene che Wisliceny "stava al gioco" con i negoziati e raccoglieva i soldi degli ebrei, ma in realtà ha svolto un ruolo attivo nelle deportazioni. Più cautamente, lo storico tedesco Peter Longerich scrive:"Rimane irrisolto se [il pagamento a Wisliceny] avesse qualche connessione causale con la sospensione delle deportazioni dalla Slovacchia".
Fatran e Paul R. Bartrop sottolineano il ruolo del Gruppo nella distribuzione dei rapporti sulle atrocità naziste ai leader slovacchi, che fecero marcia indietro sulle deportazioni alla fine del 1942. Braham attribuisce un mix di fattori: la richiesta di visitare gli "insediamenti ebraici" in Polonia, la corruzione dei funzionari slovacchi, la protezione degli ebrei rimasti in base alla politica di esenzione slovacca e le pressioni da parte della Chiesa cattolica. Secondo Rothkirchen, si verificarono tre fattori più o meno uguali: le attività del Gruppo di lavoro, la pressione del Vaticano e la crescente impopolarità delle deportazioni tra i gentili slovacchi che furono testimoni della violenza della Guardia Hlinka nel rastrellare gli ebrei. Longerich individua il fattore decisivo nel cambiamento dell'opinione pubblica, sebbene il Gruppo abbia svolto "un ruolo significativo". Aronson afferma che la sospensione fu dovuta a un complicato mix di fattori politici interni, tangenti per i funzionari slovacchi che hanno organizzato i trasporti, l'intervento della Chiesa cattolica e l'avvio della Soluzione Finale in altri paesi. Secondo Ivan Kamenec, la pressione diplomatica del Vaticano e degli Alleati e la pressione interna, inclusa la visibile brutalità delle deportazioni, si combinarono per fermare i trasporti. Kamenec sottolinea l'aspetto economico; le deportazioni danneggiarono l'economia e gli ebrei rimasti si trovarono in posizioni economicamente utili.
La Germania nazista esercitò crescenti pressioni sullo Stato slovacco per consegnare i suoi ebrei rimasti nel 1943 e nel 1944, ma i politici slovacchi non accettarono di riprendere le deportazioni. Rothkirchen e Longerich sottolineano il ruolo della sconfitta di Stalingrado nel cristallizzare l'opinione popolare contro i nazisti e nell'impedire la ripresa delle deportazioni, mentre Bauer attribuisce il merito alla corruzione dei funzionari slovacchi da parte del Gruppo di lavoro. Fatran identifica gli sforzi del Gruppo nel diffondere le notizie delle morti di massa e la crescente pressione della Chiesa cattolica come i fattori principali, insieme ai timori dei politici fascisti che sarebbero stati processati per crimini di guerra se l'Asse fosse stato sconfitto. Fatran osserva che la confisca delle proprietà e la deportazione non hanno portato la prosperità promessa dai politici antisemiti. Secondo Kamenec, i trasporti non furono ripresi a causa dell'effetto dannoso delle misure antiebraiche sull'economia e della forte pressione diplomatica del Vaticano e degli Alleati.

### Fattibilità del Piano Europa
È improbabile che i nazisti sarebbero stati disposti a scendere a compromessi sull'attuazione della soluzione finale per qualsiasi prezzo che gli ebrei potessero proporre e trasferire illegalmente. Friling e Bauer concordano sul fatto che i nazisti furono disposti a risparmiare temporaneamente circa 24.000 ebrei slovacchi nel 1942 perché altre popolazioni di ebrei poterono essere sterminate con minori ripercussioni politiche. Tuttavia, Friling dubita che uno sforzo di riscatto su larga scala avrebbe potuto avere successo. Come tangente personale a Himmler o ad altri funzionari nazisti, avrebbe avuto scarso effetto sulla complicata burocrazia dell'apparato omicida nazista. Il costo pro capite del Piano Europa era esponenzialmente inferiore rispetto ad altri tentativi di riscatto degli ebrei in Transnistria e i Paesi Bassi, rendendolo un pessimo affare dal punto di vista nazista. Fatran respinge il piano come "irrealistico" e sostiene che i nazisti potessero essere disposti a rilasciare alcuni individui per alti riscatti, ma non un gran numero di ebrei.
Friling suggerisce che Wisliceny abbia probabilmente ideato il piano per estorcere denaro agli ebrei e non avesse intenzione di mantenere la sua parte dell'accordo. Secondo Bauer, Himmler approvò l'apertura dei negoziati nel novembre 1942 ma "mancavano di una base concreta" perché Wisliceny non ricevette ulteriori istruzioni. Secondo Bauer e Longerich, l'obiettivo di Himmler fu quello di negoziare con gli americani attraverso gli ebrei. Rothkirchen pensa che ciò sia stato possibile ma non provato e suggerisce che i nazisti intendessero influenzare l'opinione popolare nel mondo libero e screditare i rapporti sulla soluzione finale (che stavano raggiungendo gli alleati). Nota che la decisione di Himmler di sospendere i negoziati nel settembre 1943 coincise con l'arresto di Carl Langbehn, che stava cercando di negoziare una pace separata con gli alleati occidentali per conto di Himmler. Aronson afferma che i negoziati potrebbero essere stati coordinati con trasmissioni di propaganda antisemita in Occidente descrivendo la guerra come combattuta per conto degli ebrei. Braham ritiene che Wisliceny abbia "promosso gli interessi delle SS" estorcendo denaro agli ebrei pur continuando a partecipare alla soluzione finale. L'Encyclopedia of Camps and Ghettos afferma che "i rappresentanti del Reich stavano usando i negoziati semplicemente come mezzo di ritardo e arricchimento personale".

### Altre prospettive
Weissmandl e Fleischmann credettero che il Piano Europa fosse fallito perché fu fornito troppo poco denaro e troppo tardi, a causa dell'indifferenza delle principali organizzazioni ebraiche. Forse influenzati dalle teorie del complotto antisemita che esageravano la ricchezza e il potere dell'"ebraismo mondiale", Fleischmann e Weissmandl credettero che la comunità ebraica internazionale avesse milioni di dollari prontamente disponibili. I leader ebrei slovacchi non capirono l'impatto delle restrizioni alleate sulla valuta, e tendevano a "prendere le dichiarazioni di Wisliceny per valore nominale"; Weissmandl scrisse di sospettare che i negoziati fossero una farsa solo nel 1944. Aronson descrive la convinzione di Weissmandl che le deportazioni dalla Slovacchia fossero cessate a causa delle tangenti pagate a Wisliceny come "completamente distaccate dalla realtà storica". Secondo Bauer, "l'effetto di questa falsa interpretazione degli eventi sulla coscienza storica ebraica dopo l'Olocausto fu enorme, perché implicava che il mondo ebraico esterno, i non credenti sia sionisti che non sionisti, avevano tradito gli ebrei europei, in questo caso slovacchi, non inviando il denaro in tempo." Dopo la guerra, Weissmandl accusò il JDC e altre organizzazioni ebraiche laiche di aver deliberatamente abbandonato gli ebrei alle camere a gas. Le accuse di Weissmandl, le quali sostenevano che il Charedì afferma che sionisti e laici furono responsabili dell'Olocausto, divenne una pietra angolare della "controstoria" Charedì. Per ragioni ideologiche, la sua collaborazione con Fleischmann, donna e sionista, fu minimizzata o anche omessa. Molti scrittori Charedì prendono le accuse di Weissmandl sostenendo che gli studiosi tradizionali sono influenzati da pregiudizi pro-sionisti inconsci.
Ripetendo le affermazioni fatte da Rudolf Vrba, lo storico canadese John S. Conway ha pubblicato due articoli su Vierteljahrshefte für Zeitgeschichte, una rivista accademica in lingua tedesca, nel 1979 e nel 1984. Il primo articolo si basava sulla falsa premessa che Lenard fosse fuggito da Majdanek nell'aprile 1942, e le informazioni sull'assassinio di massa di ebrei nelle camere a gas erano a disposizione del Gruppo entro la fine del mese. In entrambi gli articoli, Conway ha affermato che il Gruppo ha collaborato con i nazisti negoziando con Wisliceny e non riuscendo a distribuire il rapporto Vrba-Wetzler agli ebrei in Slovacchia. La loro presunta motivazione era quella di coprire la complicità dei membri del gruppo che avevano stilato gli elenchi degli ebrei da deportare e di salvare se stesso o gli "amici intimi" dei suoi membri, affermazione per la quale Conway non cita alcun evidenza. Fatran ha criticato la tesi di Conway per il suo affidamento selettivo su alcune prove che sono state tradotte o interpretate male, descrivendo la sua tesi secondo cui il Gruppo ha collaborato con i nazisti come "speculativa e non provata"; Bauer ritiene questa idea "assurda". Erich Kulka ha criticato le "dichiarazioni distorte" di Vrba e Conway sul Gruppo, che aveva nascosto Vrba dopo la sua fuga. Conway ha accusato gli storici israeliani tradizionali di cedere alla pressione dell'establishment sionista e di promuovere una "narrativa egemonica".